# Repatrierea reprezentanților României refugiați în sudul Rusiei (1918)
Repatrierea reprezentanților României refugiați în sudul Rusiei (1918) reprezintă seria de evenimente petrecute în sudul Rusiei (în special la Odesa) în primele luni ale anului 1918, ale căror victime au fost liderii refugiaților români (parlamentari, militari, moșieri, industriași, ziariști) evacuați din cauza ocupării unei mari părți a teritoriului României în urma campaniei militare din 1916, care au fost arestați de bolșevicii din Odesa și ulterior repatriați în 1918, pe vapoarele Împăratul Traian, Dacia și în final Cernoe More, ca urmare a înțelegerilor survenite între guvernul român și RUMCEROD (Acordul Averescu-Racovski) cu contribuția colonelului canadian Joseph Boyle. În mare parte, sunt prezentate relatări ale celor direct implicați în evenimente.

## Context

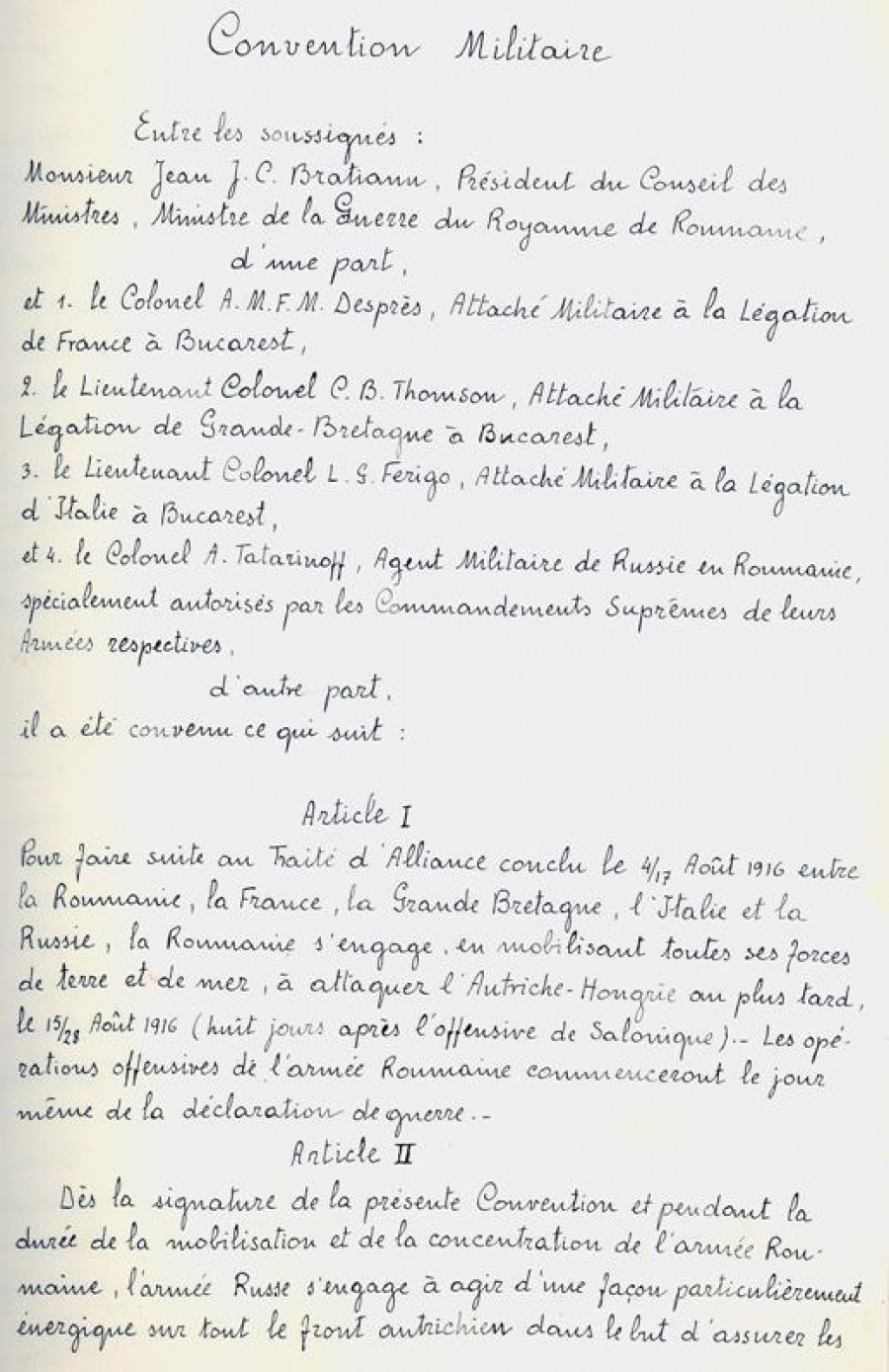
Prima pagină a Convenției militare dintre România și Aliații din Primul Război Mondial, un acord secret semnat în aceeași zi cu Tratatul de Alianță dintre România și Antanta

După doi ani de neutralitate, la 27 august 1916, Consiliul de Coroană a hotărât intrarea României în război de partea Antantei (Franța, Rusia, Anglia și Italia), declarând război Imperiului Austro-Ungar. După o serie de victorii tactice rapide în Transilvania asupra unor forțe austro-ungare copleșite din punct de vedere numeric, armata română va suferi în toamna anului 1916 o serie de înfrângeri zdrobitoare, ceea ce va forța autoritățile statului să se refugieze în Moldova, la Iași, permițând inamicului să ocupe o mare parte a teritoriului național, inclusiv capitala București. Intrarea României în război capătă rapid proporțiile unei catastrofe:24. 
Momentul era extrem de delicat: în joc era însăși soarta statalității românești. Pe lângă faptul că două treimi din teritoriul Vechiului Regat se aflau sub controlul Puterilor Centrale, în Moldova prezența tot mai masivă a aliatului rus provoacă noi dureri de cap unui guvern copleșit de griji:32. Realitate consemnată în jurnalul unui refugiat: "oare ce rău ne-ar mai putea dori dușmanii, din moment ce Dobrogea este ocupată de bulgari, Muntenia și Oltenia de germani, iar Moldova de ruși?". Nu este vorba doar despre subordonarea armatei române față de comandamentul rus, ci și de evacuarea peste Prut, măcar vremelnică, a trupelor și autorităților române. Rușii cer să aibă în spatele lor un câmp de manevră mai mare. Exista și haosul feroviar, care zădărnicea nu doar aprovizionarea și deplasarea rapidă a trupelor de pe frontul românesc, ci și o retragere precipitată, în condițiile în care acesta ar fi fost străpuns:32-33.
În condițiile grele provocate de retragerea din fața trupelor Puterilor Centrale, viața în capitala surogat a României era sumbră:125. Supra-aglomerarea populației, lipsa alimentelor, frigul de peste iarnă și criza sanitară făceau ca, pentru tot mai mulți, traiul să devină insuportabil, ba chiar imposibil.
„Cu excepția copiilor, toți a trebuit să ne supunem vaccinării împotriva holerei și a febrei tifoide.
Înainte de război, Iași era un oraș universitar liniștit de șaptezeci de mii de locuitori, acum populația este de peste un milion. Nu e de mirare că foamea și bolile sunt răspândite. Pe lângă populația civilă, trupele rusești trec prin Iași cu miile. Ei sunt în uniforme fine și cizme bune, conduc cai bine hrăniți și cântă în timp ce mărșăluiesc. Unii sunt cantonați lângă Sf. Sava și au vaci cu ei și mâncare din belșug, nu ca ai noștri. Zilele trecute, când am trecut pe strada principală, am văzut silueta unui bărbat rezemat de un gard, chiar când îl priveam a alunecat la pământ. Câțiva trecători s-au aplecat deasupra lui. „Săracu', a murit de foame!”. Teama nerațională de febră tifoidă mă ține în strânsoarea ei. Boala este purtată de purici și nimeni din Iași nu poate scăpa de a fi mușcat. Insectele infectate au fost aduse aici de către mongolii care au venit cu trupele ruse. 
Este cea mai rece iarnă din ultimii cincizeci de ani. De multe ori, am văzut  bieți nefericiți scufundându-se în zăpadă în plină zi - ca să nu se mai ridice niciodată! Este obișnuit să vezi bătrâni, târându-și picioarele învelite în saci căptușiți cu paie peste pavajele înghețate, căutând (de foarte multe ori în zadar) coji și oase aruncate de cineva mai norocos decât ei. Este deznădăjduitor să fii înconjurat de asemenea suferințe fără să poți face ceva. Ce lucru sordid este această luptă pentru existență!:166-168”—Ethel Greening Pantazzi - România în lumini și umbre''
"Văzându-ne bătuți, rușii ne tratau de sus:104". După ce numărul trupelor ruse a crescut rapid și "de fapt ocupaseră cea mai mare parte a frontului, ei formulau fel de fel de pretenții, care puneau în joc însăși suveranitatea noastră națională:105". Partea română îi suspectează pe ruși de gânduri ascunse, printre altele și de dorința de a pune mâna pe marile cantități de armament francez expediate României via Rusia. 
Nu este vorba doar de o divergență ruso-română. In această ecuație intră și Misiunea Militară Franceză, sub comanda generalului Henri Berthelot, sosită pentru a transforma rămășițele armatei române într-o forță redutabilă.
Pentru ca România să poată face față efortului de război, țările Antantei se obligau, în conformitate cu acordul secret semnat la 4/17 august 1916, să furnizeze, contra cost, muniții și material de război într-un cuantum de 300 tone pe zi. După avansul înregistrat de armatele Puterilor Centrale, în a doua parte a anului 1917 singura posibilitate de aprovizionare a frontului român și populației din Moldova era pe calea ferată care străbătea sudul Rusiei spre Iași. Un raport britanic despre situație, transmis de căpitanul George Alexander Hill, menționa eșecul rușilor de a menține aprovizionarea României, ceea ce adusese țara în pragul foametei.

## Implicarea agenților britanici aliați
În acest context, în anul 1917, trei agenți britanici, doi specialiști în transporturi, Raymond de Candolle și Joe Boyle, cărora li s-a alăturat mai târziu George Hill, au fost trimiși în România pentru a ajuta la îmbunătățirea livrărilor de provizii către acea țară prin Rusia, căile ferate fiind cheia aprovizionării Frontului de Est. Acest lucru i-a adus în contact cu personalități politice de rang înalt din ambele țări și i-a făcut să se implice în restabilirea relațiilor care fuseseră rupte odată ce bolșevicii au preluat puterea. În cele din urmă, Boyle și Hill au reușit să pună capăt scurtului război ruso-român, dar Tratatul lor de la Odesa nu a supraviețuit ocupației germane a României și Ucrainei în primăvara anului 1918. Există și două probleme secundare demne de reținut. În primul rând, acești aventurieri britanici au intervenit în politica Rusiei pentru a-i sprijini pe bolșevici, nu pentru a-i răsturna. În al doilea rând, asaltul revoluționar al Armatei Roșii asupra aristocraților din România („boieri”) a scos la iveală unele dintre problemele unui război revoluționar; așa cum va fi cazul în războiul din 1920 împotriva aristocrației din Polonia („pan”), apărarea prin diplomația tradițională prevalând în cele din urmă:219-220.
Cel mai important lucru, pe care Boyle l-a înțeles imediat, a fost că România trebuie să-și păstreze stabilitatea și independența și să rămână de partea Antantei pentru a recâștiga teritoriile locuite de români din Transilvania, Basarabia și Dobrogea:220. 

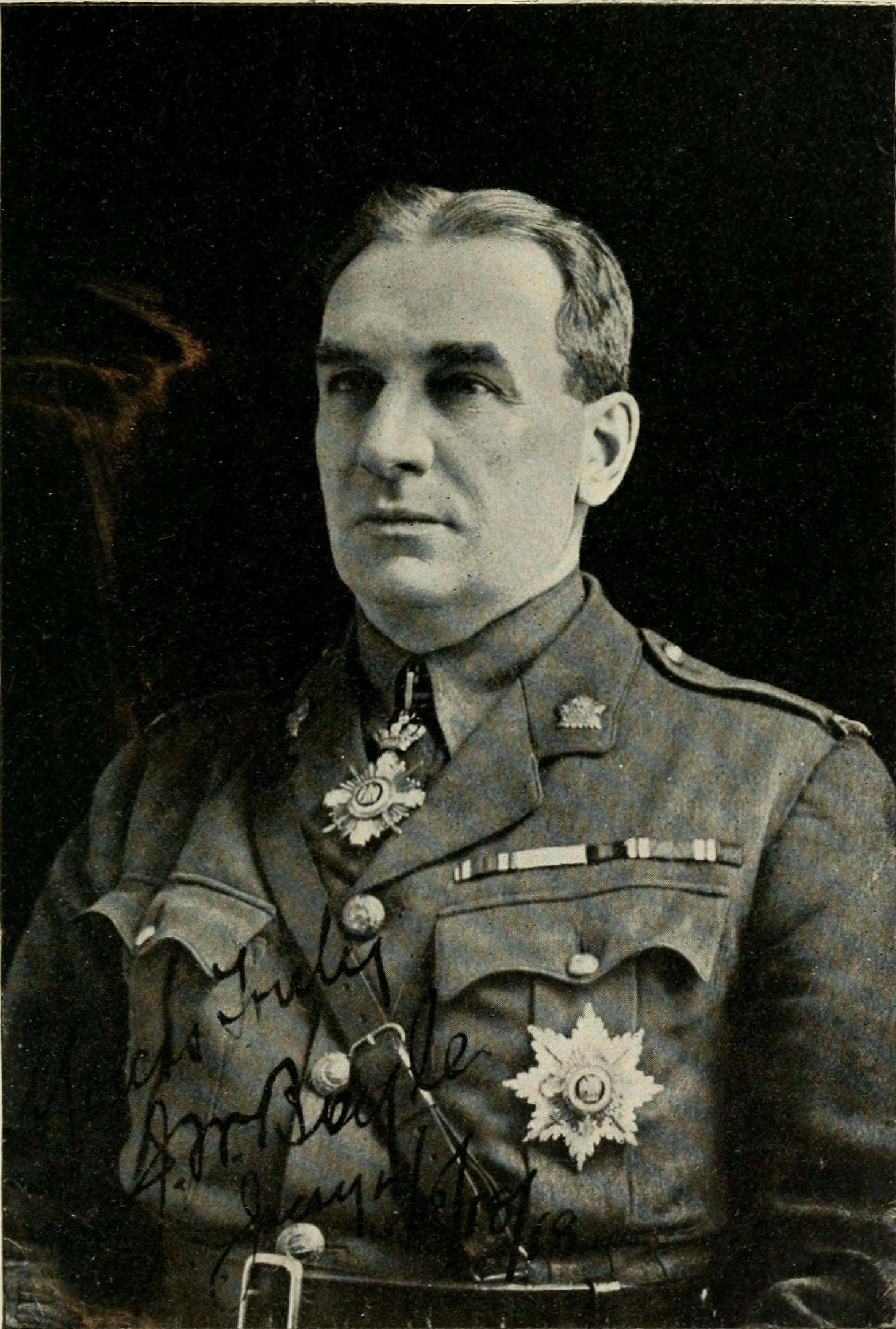
Joseph Whiteside Boyle

Joseph Whiteside Boyle era canadian, dar un canadian excesiv de mândru de rădăcinile sale din Ulster; familia lui era din Buckna, Country Antrim, în Irlanda de Nord, iar părinții săi emigraseră în Canada, unde Joe s-a născut în 1867, la Toronto. Familia locuia atunci în Woodstock, Ontario, unde tatăl său creștea și antrena cai de curse. În vârstă de 17 ani, Joe a fugit pe mare, navigând prin lume timp de trei ani, înainte de a ajunge la New York pentru a se alătura fratelui său. Apoi a trăit folosindu-se de inteligența sa, supraviețuind prin jocuri de noroc și organizând meciuri de box. Cu cei câțiva bani pe care a reușit să-i strângă, s-a mutat în Yukon în 1897 și, în următoarele două decenii, a făcut o avere din minerit, dezvoltând un sistem de dragare pentru a accelera căutarea aurului; Compania sa Klondike Mining a devenit una dintre cele mai de succes din Canada și a fondat și a finanțat echipa de hochei pe gheață, la fel  de faimoasă, Yukon Nuggets. În 1914, Boyle a început să-și folosească propriii bani pentru a recruta, înarma cu mitraliere și trimite în sprijinul eforturilor de război ale Aliaților, un echipă de voluntari - Yukon Motor Machine Gun Battery. Momentul care i-a schimbat viața lui Boyle a venit în 1916. "În Yukon, el a făcut avere, dar a irosit totul ca aventurier în Europa de Est în timpul revoluției bolșevice":6.
Joe Boyle își datorează începutul carierei militare și aventurilor sale unei impresionante „rețele de relații”. El a colaborat înainte de 1917 cu Președintele de Onoare al Comitetului Inginerilor Americani, C.W. Purington, și a profitat de această legătură în noul context. Odată ce Statele Unite au intrat în Primul Război Mondial, în aprilie 1917, prima sa misiune în Europa, în calitate de reprezentant al Companiei Americane de Ingineri, a fost de a ajuta la organizarea sistemului de transport feroviar din sudul Rusiei, într-o perioadă dificilă în care transportul de alimente și medicamente era aproape imposibil, atât soldații, cât și civilii părând condamnați la foamete și la epidemii devastatoare:124.
La scurt timp după sosire, Boyle a început să investigheze situația din sudul Rusiei și din România, călătorind mai întâi la Odesa și apoi la Iași, unde l-a întâlnit pe de Candolle. Împreună, au planificat noi linii temporare pentru a crea facilități portuare la capătul nordic al lacului Yalpuh și, astfel, o rută directă către Marea Neagră. De pe linia Iași-Odessa, o ramificație se îndrepta spre sud, trecând prin partea de nord a lacului Yalpuh, care oferea o legătură navigabilă cu Dunărea și de acolo către Marea Neagră și Odesa. Boyle a solicitat Grupului de Sud-Vest din Odessa să utilizeze niște bărci cu pescaj redus cu care să traverseze lacul Yalpuh, realizând un sistem care a fost folosit ulterior și care timp de câteva luni, de fapt atât cât a putut funcționa, a asigurat livrarea a aproximativ 500 de tone de mărfuri pe zi către România:222.

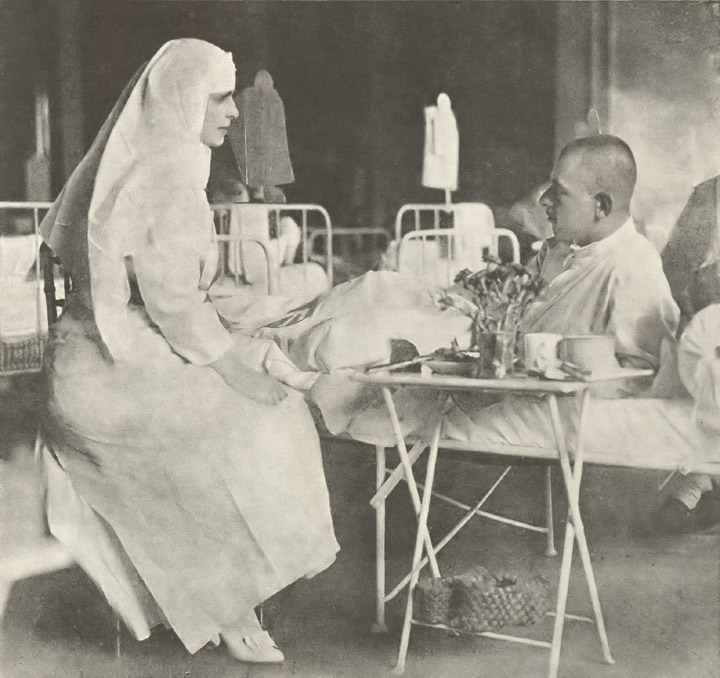
Regina Maria în timpul vizitei într-un spital în anul 1917

Misiunea feroviară, și însuși Boyle, au trezit curând interesul avid al Reginei Maria a României, nepoata vorbitoare de limba engleză a Reginei Victoria. Ea dorise să se alăture lui Boyle și de Candolle în unele dintre călătoriile lor, dar regele Ferdinand a considerat că este prea periculos:129.
În august 1917, Boyle a fost rechemat în Rusia. Se afla la Marele Cartier General al Rusiei, Stavka, când bolșevicii au preluat puterea. La Stavka, Boyle l-a cunoscut pe George Hill. Atât Boyle, cât și Hill – și, după cum va deveni clar, și de Candolle – au împărtășit o strategie neobișnuită după preluarea puterii de către Lenin. Ei considerau că "cooperarea cu bolșevicii este cel mai bun mijloc de a servi cauzei aliate”. Din perspectiva lor, sprijinul bolșevicilor era esențial pentru continuarea aprovizionării României:1119.

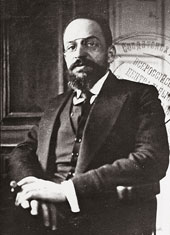
Adolf Abramovich Ioffe, liderul Comitetului Militar Revoluționar din Petrograd

Cu acest gând, ei au călătorit de la Stavka la Petrograd pe 27 octombrie, unde au purtat discuții cu Adolf Ioffe, liderul Comitetului Militar Revoluționar din Petrograd. Deși obiectivul lor rămăsese România și sud-vestul Rusiei, cheia tuturor problemelor de aprovizionare ale Rusiei în acel moment era „centura” Moscovei, calea ferată care înconjura orașul. Ioffe a înțeles că organizarea „centurii” ar ajuta și la aprovizionarea Petrogradului. Lenin a fost consultat și celor doi li s-au acordat puteri plenipotențiare pentru a rezolva problema transportului pe căile ferate din oraș. La Moscova, l-au întâlnit pe Nikolai Muralov, comandantul militar al orașului, care le-a oferit „libertate deplină de acțiune în zona a sute de linii de joncțiune, platforme de încărcare și linii de manevră care formau nodul feroviar Moscova”. Recurgând la acțiuni drastice, cum ar fi deraierea deliberată a unor trenuri pentru a elibera terasamentele, Hill și-a amintit că „am curățat nodul aglomerat în două zile”":1243.
Boyle, acum secondat îndeaproape de Hill, a abordat problema aprovizionării României. Odată ce armistițiul dintre Rusia Sovietică și Puterile Centrale a fost semnat pe 5 decembrie și ordinul de demobilizare a armatei ruse a fost emis pe 7 decembrie, Boyle și Hill au decis că nu mai au un rol clar în Rusia și că cel mai bine ar fi să se întoarcă în România:225.
În acele zile, independența României era serios amenințată. Mutarea guvernului în Crimeea, la Poltava sau Herson, a fost serios luată în considerare, iar rușii pregăteau, cu entuziasm deschis, un palat pentru familia regală, în timp ce armata română ar fi trebuit strămutată în Rusia și de acolo transportată de marina britanică pe frontul de vest. Dacă ar fi avut loc această migrație ciudată, România s-ar fi aflat în poziția aberantă a unei țări fără teritoriu, fără conducere și fără armată și i-ar fi fost imposibil să facă vreo revendicare la sfârșitul războiului:129.
Regele, la insistențele Reginei, a refuzat să părăsească teritoriul țării sale oricât de mic și de sărac ar fi devenit acesta și, în plus, a refuzat să semneze un tratat de pace cu Germania, iar când guvernul său a semnat, a găsit tot felul de subterfugii pentru a amâna ratificarea acestuia. Astfel, ostilitatea Germaniei s-a manifestat prin mai multe încercări de a elimina cuplul regal, prin asasinare, deportare, înlocuire, și/sau printr-o colaborare secretă cu bolșevicii care încercau să instige căderea monarhiei în România. Prin implicarea sa în politica românească, Boyle a contribuit la stabilitatea politică a României prin asigurarea coerenței garantate de supraviețuirea monarhiei:130.

## Evenimentele de pe Frontul Român
Pacifismul, tot mai prezent în rândul trupelor ruse, este consecința celebrului Ordin nr. 1, document votat în primele zile ale Revoluției din februarie 1917. Înființarea unor comitete ale soldaților, învestite cu aceeași autoritate ca a ofițerilor, a dus la dispariția oricărei discipline în rândul armatei ruse. S-a ajuns până într-acolo încât soldații să supună la vot dacă să execute sau nu ordinele ofițerilor. În mentalitatea soldatului-țăran rus de pe front prinde rădăcini ideea de a pune capăt războiului cât mai repede, pentru a se întoarce acasă și a împărți pământul de la moșieri. Pe frontul românesc, în preajma reluării operațiunilor militare, soldații ruși sunt preocupați mai mult de agitata viață politică din Rusia decât de șansele de reușită ale unei ofensive. Cu o astfel de armată, constata un înalt ofițer român, nu se putea dobândi absolut nimic. Dovadă este eșecul ofensivei lansate pe frontul din Galiția, în iunie 1917, ultima mare operațiune de amploare lansată de armata rusă în timpul Primului Război Mondial. Un eșec cu atât mai dureros cu cât această ofensivă urmărea tocmai revigorarea moralului de pe front, arătând lumii că Rusia încă poate să lupte. Consecințele politice sunt imediate: o lovitură de stat eșuată și un nou prim-ministru în fruntea guvernului provizoriu de la Petrograd. La manifestațiile ținute de ostașii ruși prin târgurile Moldovei se scandează nu doar în favoarea păcii, ci chiar și împotriva regelui Ferdinand. „Înfierbântați de revoluția lor, rușii au lăsat grijile frontului contra germanilor și austro-ungarilor și vor să facă revoluție și aici“.
După eșecul ofensivei lansate pe frontul din Galiția, retragerea precipitată a rușilor și recucerirea Bucovinei de către trupele austro-ungare pun armata română în fața primejdiei de a fi prinsă între două fronturi. Situația era disperată. Pe deasupra, în eventualitatea că nemții vor rupe frontul, nu exista decât un singur punct de cale ferată pe unde s-ar fi putut face evacuarea, ceea ce îngreuna foarte mult lucrurile. Necesitatea unei evacuări militare de urgență ar fi făcut imposibilă evacuarea populației civile și a tuturor funcționarilor, prima grijă reprezentând-o evacuarea instituțiilor ce puteau simboliza ființa statului român, precum parlamentul, ministerele și băncile. Era de evitat ca parlamentarii să ajungă sub ocupația dușmanului, pentru a nu le da acestora posibilitatea legiferării noii situații, printr-un eventual vot obținut „sub siluire“.:13. 
În momentul în care bolșevicii preiau puterea la Petrograd printr-o lovitură de stat și propun Puterilor Centrale încheierea imediată a unui armistițiu, în vederea negocierii unei păci separate, situația în care se găsea România se schimbă cu totul, fiind silită, într-un final, să accepte o pace separată, deoarece, după cum mărturisește generalul Berthelot, șeful Misiunii Militare Franceze, „forțele ei sunt insuficiente pentru a rezista singure împotriva diviziilor germane și austriece care se află pe frontul estic. Pe de altă parte, România depinde de Rusia de sud în privința aprovizionării, și prima grijă a rușilor va fi să stopeze trimiterea de alimente":264-265.
Presiunea era maximă: un grup de bolșevici încerca, în acele zile, să-l aresteze pe comandantul trupelor ruse de pe frontul românesc, generalul Șcerbaciov. În câteva ore exista riscul ca bolșevicii „să fie stăpâni pe Iași, pe rege și pe guvern“:36. Cu toate că un conflict cu bolșevicii risca să ducă la pierderea tezaurului aflat la Moscova, la represalii împotriva românilor refugiați în Odesa și Herson, precum și la întreruperea aprovizionărilor din Rusia, este adoptată soluția luptei cu bolșevicii, „pentru că ea scăpa forma de guvernământ a țării, Dinastia și onoarea obligațiunilor noastre față de Aliați și speranța slabă, dar în definitiv speranța, unei mențineri a frontului nostru, a frontului rus din țară, ceea ce împiedică retragerea devastatoare a trupelor ruse în debandadă“:173. În consecință, guvernul român decide să ia măsuri energice împotriva actelor de dezordine și jaf, considerând că acestea sunt comise nu de „către ruși, ci de bandiți, împotriva cărora se va folosi forța armată și care vor fi imediat aduși în fața Curții Marțiale, pentru a fi judecați și condamnați în 24 de ore":284. Prin urmare, trupele române au trecut la dezarmarea celor care părăseau frontul, fiind înregistrate și ciocniri cu rușii, cea mai importantă fiind lupta de la Galați. În acest fel, se punea capăt devastărilor care au îngrozit societatea românească:59.

## Evenimentele din Basarabia
Răsturnarea Romanovilor a dus, în martie 1917, la apariția Partidului Național Moldovenesc, dedicat cauzei libertății și a unei uniuni basarabene:665. La 29 iulie, Comitetul Central al Armatei, înființat în aprilie, a convocat un Congres Militar, iar acest congres s-a întrunit pe 5-9 noiembrie, exact în perioada când bolșevicii au preluat puterea. Cei nouă sute de delegați prezenți au votat pentru autonomie și au convocat o adunare, Sfatul Țării. Calitatea de membru al Sfatului Țării a fost obținută, ca în cazul preparlamentului rus din octombrie 1917, prin alegeri indirecte, prin intermediul comitetelor muncitorilor și țăranilor și organizațiilor profesionale, caracteristica sa democratică fiind, prin urmare, discutabilă. Totuși, acest lucru nu a împiedicat Sfatul Țării să acționeze cu hotărâre atunci când s-a reunit pe 21 noiembrie. Compus din 138 de membri, organul legislativ a declarat la 2 decembrie, prin vocea vicepreședintelui Pantelimon Halippa, autonomia Basarabiei față de Rusia și și-a asumat, de asemenea, dreptul de a introduce o reformă funciară și de a înființa unități de autoapărare:841 Republica Democratică Moldovenească a fost declarată oficial la 2 decembrie:272. Un motiv pentru graba declarării autonomiei a fost anunțul din august al Radei ucrainene că Basarabia va face parte din noul stat ucrainean:665
La o săptămână după constituire, pe 21 decembrie, nou-formatul guvern autonom al Basarabiei a trimis o delegație la Iași pentru a cere ajutor pentru „restabilirea ordinii”, dar guvernul român a refuzat inițial. Cu toate acestea, autonomiștii naționali nu au fost singurul grup care a cerut dislocarea trupelor române în Basarabia. Guvernul român s-a trezit și sub presiunea lui Șcerbaciov, care dorea să asigure liniile de aprovizionare pe care le simțea a fi în pericol. În cele din urmă, amenințarea crescândă a dezordinii militare a fost cea care l-a convins pe Brătianu să accepte desfășurarea unor trupe românești în Basarabia:272:75-76. Activiștii bolșevici au răspuns acestor mișcări prin acțiune directă. Deși a existat un soviet destul de influent în Chișinău, acesta era prea slab pentru o acțiune decisivă împotriva naționaliștilor. Prin urmare, bolșevicii s-au îndreptat în schimb către Comitetul Executiv Central al Sovietelor Frontului Român (Rum), Flotei Mării Negre (Cher) și Districtului Odesa (Od), sau Rumcherod, organizație pe care o controlau. La 28 decembrie, Comitetul de Acțiune al exilaților revoluționari români a înființat un Comitet Militar Revoluționar Român, căruia Rumcherod i-a repartizat apoi trei batalioane de trupe recrutate dintre prizonierii de război români și unități ale Armatei române staționate în sud:277. Acestea erau forțele care se pregăteau pentru războiul revoluționar împotriva României și aceasta a fost criza pe care intenționau să o rezolve Boyle și Hill:229.
La 1 ianuarie 1918, Constantin Diamandi, ambasadorul român la Petrograd fusese arestat și întemnițat, împreună cu toată echipa sa, în cetatea Sf. Petru și Pavel . A doua zi, după un protest din partea Corpului Diplomatic, Diamandi a fost eliberat. Relațiile diplomatice dintre Rusia Sovietică și România au fost rupte în același timp în care Diamandi a fost eliberat din închisoare:1801. Starea de spirit sovietică a fost exprimată într-un apel lansat la acea vreme și amintit mai târziu de Antonov-Ovseenko în memoriile sale: "muncitorii români și țărănimea muncitoare, zdrobiți de jugul boierilor și al capitaliștilor, așteptau ajutorul nostru, milițiile lor acționau împreună cu forțele noastre revoluționare în interesul dreptății, al libertății și al fraternității mondiale".
La 3 ianuarie 1918, Rumcherod s-a declarat autoritatea supremă atât în Basarabia, cât și pe frontul român și a luat măsuri pentru a opri orice avans al Armatei Române:277. Începuse un război revoluționar.
În luptele inițiale, forțele bolșevice au ocupat orașul Chișinău și au dizolvat Sfatul Țării la 4 ianuarie 1918. Liderii săi au evitat arestarea și au făcut apel la Iași pentru sprijin. Drept urmare, Armata Română a trimis o divizie de trupe în regiune și i-a alungat pe bolșevici din capitala Basarabiei o săptămână mai târziu, restabilind autoritatea Sfatului Țării. Republica Democratică Moldovenească a fost declarată stat independent la 24 ianuarie și se așteapta cu nerăbdare unirea cu România:273.

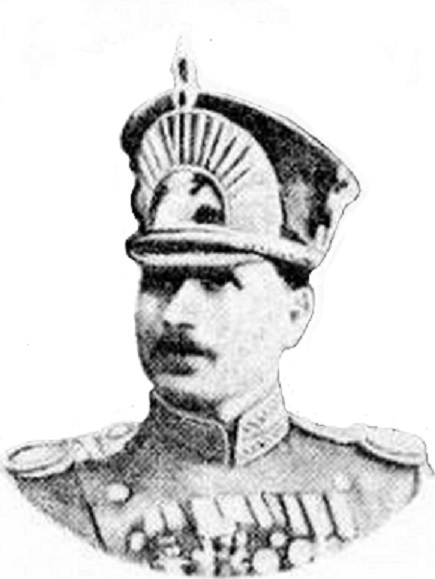
Mikhail Artemyevich Muravyov

Potrivit memoriilor lui Antonov-Ovseenko, în jurul datei de 29 ianuarie, Rumcherod l-a abordat pentru a-i cere ajutor. El a recomandat numirea lui Mihail Muraviev la conducerea forțelor sovietice în acest nou război revoluționar cu românii. Muraviev abia triumfase în Ucraina, conducând forțele sovietice care au distrus armata ucraineană în cursul lunii ianuarie 1918 și au instaurat un guvern sovietic în Ucraina la începutul lunii februarie:159-160.
Pe tot parcursul lunii februarie au avut loc lupte intense. La 5 februarie a avut loc o confruntare majoră între trei batalioane revoluționare, sprijinite de alte unități sovietice și Armata Română. Revoluționarii au apărat cu succes orașul Bender, pe calea ferată Iași-Odessa, la sud-est de Chișinău-ul ocupat:277. Românii au atacat din nou pe 23 februarie lângă Rîbnița și au împins forțele sovietice peste Nistru. Totuși, numirea lui Muraviev a dus la un contraatac. Aceasta a început pe 24 februarie și a fost urmată de ciocniri aprige lângă Slobodka pe 26 februarie. Românii aveau mai mult decât o divizie, atacând atât dinspre sud, cât și dinspre nord-est, dar Muraviev i-a zdrobit, a confiscat cincisprezece piese de artilerie, iar românii s-au retras peste Nistru:169.

### Culisele semnării tratatului Averescu-Rakovski

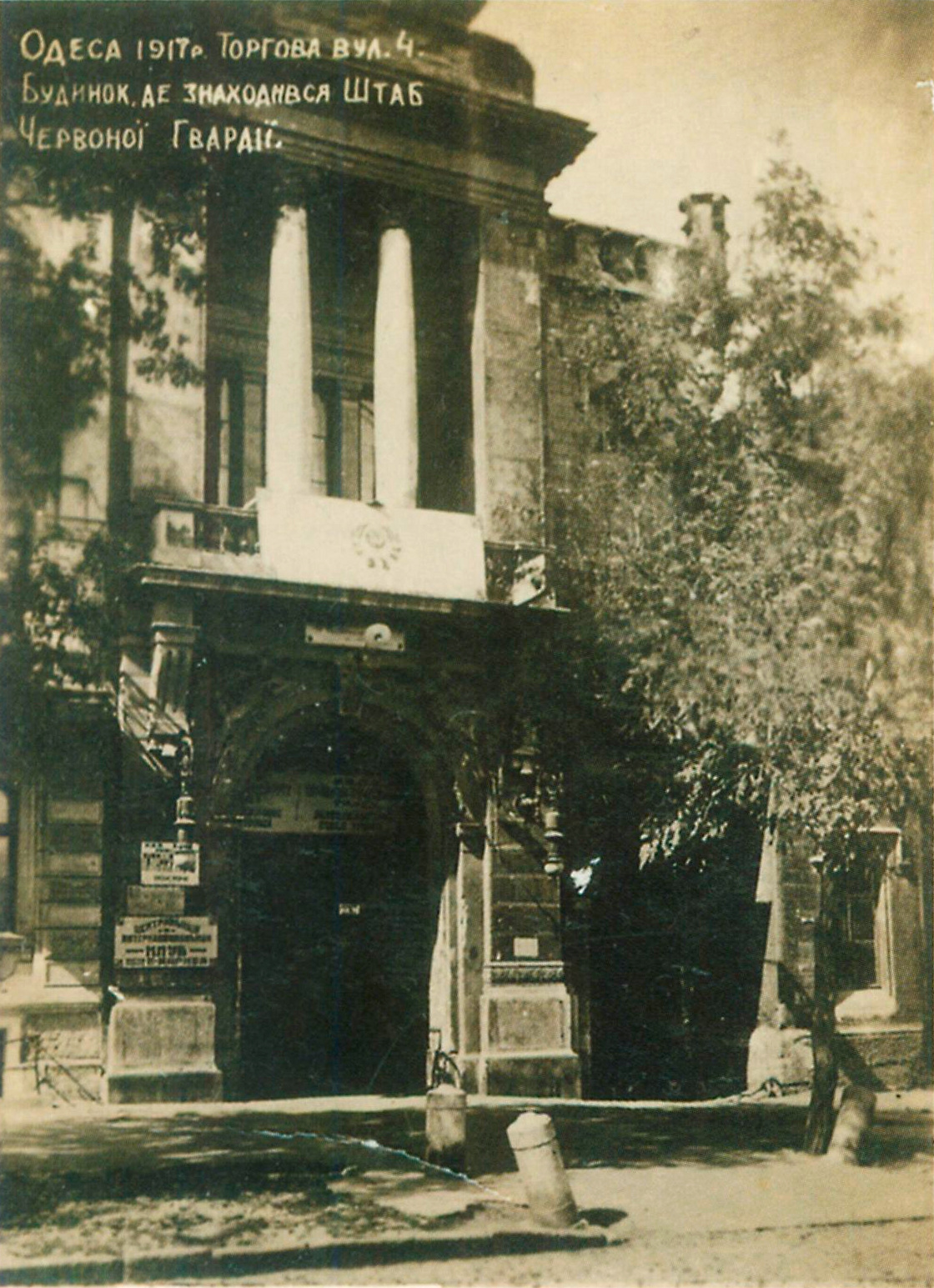
Clădirea de pe strada Torgovaya din Odesa în care se afla cartierul general al Gărzilor Roșii din Odesa în 1918

Personajul cheie din Odesa nu era însă Muraviev, ci Rakovski, șeful RUMCEROD, iar Boyle și Hill au primit permisiunea să vorbească cu el. Înaintea acestor discuții, Boyle a reunit pe toți reprezentanții aliați care se aflau încă în Odesa și a câștigat sprijinul lor pentru abordarea sa față de Rakovski și Sovietul de la Odesa. Decizia Radei ucrainene de a semna un tratat de pace cu Puterile Centrale la 28 ianuarie și întreruperea armistițiului dintre Rusia Sovietică și Puterile Centrale o săptămână mai târziu, pe 18 februarie, au  deschis calea ocupării Ucrainei de către Puterile Centrale:1929.
În cadrul acestor discuții, Basarabia a fost tema principală: „Rakovski dorea ca românii să evacueze imediat țara, iar noi, de partea noastră, l-am îndemnat să nu se aștepte la aceasta până când nu vor reuși să-și evacueze magaziile de provizii”, nota Hill:1929. Discuțiile au durat cinci zile și încă se desfășurau la ora 5 dimineața în ultima zi când, la ora 6 dimineața, Rakovski, epuizat, a semnat în cele din urmă propunerea de pace la 23 februarie. S-a convenit apoi un armistițiu de trei zile, iar o mașină și apoi un avion l-au dus pe Boyle la Iași:1944. La început, românii nu au vrut să semneze și „au trecut câteva zile până când în cele din urmă au făcut-o”:1959. În cele din urmă, cu excepția câtorva modificări, guvernul român a fost de acord și Boyle s-a întors la Odesa.
Tratatul de la Odesa a fost semnat de Rakovski la 9 martie, iar acordul preciza că armata română se va retrage din Basarabia în termen de două luni:232. Boyle s-a întors apoi la Iași, pe 10 martie, pentru a face pregătirile finale pentru punerea în aplicare a tratatului, în special finalizarea schimbului de prizonieri care era parte a înțelegerii:133.

## Evenimentele din sudul Rusiei
Situația dificilă în care se găsea România în a doua jumătate a anului 1917, când capitala București și două treimi din teritoriu fuseseră ocupate de armatele Puterilor Centrale, apăruse necesitatea evacuării instituțiilor ce puteau simboliza ființa statului român, precum parlamentul, ministerele și băncile. Era de evitat ca parlamentarii să ajungă sub ocupația dușmanului, pentru a nu le da acestora posibilitatea legiferării noii situații, printr-un eventual vot obținut „sub siluire“:2. 
La Petrograd, o comisie interdepartamentală, sub conducerea unui senator rus, este insărcinată cu stabilirea măsurilor de evacuare a teritoriului român neocupat. Rușii deschid chiar și o linie de credit pentru nevoile refugiaților români, alocând trei milioane de ruble. Pentru Brătianu, familia regală și Berthelot era inadmisibilă ideea ca România să devină un stat fără teritoriu, în condițiile în care politica rusă le inspira prea puțină încredere:134. Pentru cei de la Iași, nu era deloc îmbietoare perspectiva unei păci care să-i găsească nu doar fără țară și armată, ci și cu regele și guvernul la cheremul rușilor:105.
Încă de la jumătatea lui decembrie 1916, autoritățile imperiale au permis "liberul și imediatul acces al refugiaților români pe teritoriul Basarabiei fără nici o formalitate:34“. S-a convenit astfel evacuarea peste Prut a 30.000 de răniți și a 20.000 de cercetași români, precum și a unui număr important de întreprinderi și instituții din București, Iași, Brăila și Galați în zona de sud a Rusiei, în special la Odesa, Herson și Chilia Nouă. Împreună cu întreprinderile transferate provizoriu au sosit și muncitorii care le deserveau. Astfel, la Odesa au fost evacuate Șantierul Naval „G. Fernic et co.” din Galați, o școală militară de aviație, pacienții și personalul medical din câteva spitale (medicul gălățean Alexandru Carnabel ocupa funcția de șef al spitalelor din Odesa:15). Arsenalul Marinei Române fusese transferat la Herson, iar cea mai mare parte a flotei comerciale și de călători române era ancorată în diferite porturi din sudul Rusiei. În Odesa, Herson și Rostov pe Don s-au deschis licee românești pentru copiii familiilor refugiate, se publicau ziare în limba română, marile bănci românești aveau aici sucursale, iar unii comercianți au înființat întreprinderi comerciale:54. Astfel, în orașele din sudul Rusiei au apărut adevărate colonii românești.
La începutul lunii ianuarie, s-a decis trimiterea unei comisii (inclusiv de parlamentari) la Herson, pentru a studia la fața locului măsurile care trebuiau luate pentru o eventuală instalare a guvernului român în acest oraș din sudul Rusiei. Împreună cu această comisie, în trenul special care a plecat din Iași la jumătatea lui ianuarie 1917 spre Odesa se aflau mai mulți parlamentari, împreună cu familiile lor. De aici urmau a fi transportați cu vaporul până la Herson.

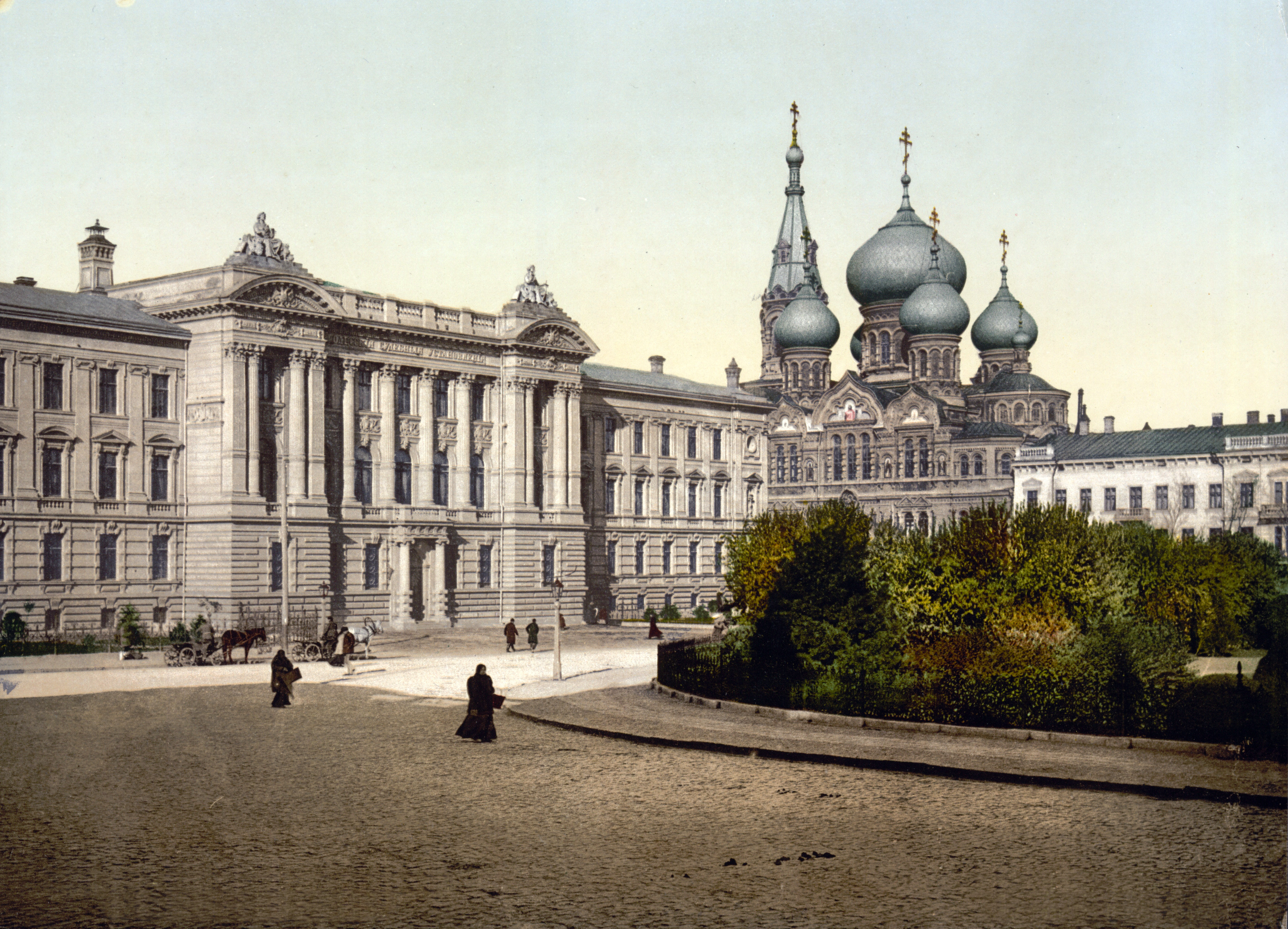
Palatul de Justiție și biserica Pantelimon, Odesa

 Puțini dintre cei care vor ajunge, în luna ianuarie, la Odesa își vor continua drumul spre Herson. Majoritatea au preferat să rămână în acest port important de la Marea Neagră, pentru că era un oraș cu aspect occidental, cu bulevarde largi, cu multe parcuri și cu numeroase hoteluri și restaurante, în plus, Odesa are avantajul de a fi legată de Iași printr-o cale ferată directă, pe care circulau "trenuri zilnice rapide și confortabile:34“. Aici vor fi evacuate și unele spitale românești, astfel încât, pe durata lui 1917, în Odessa se va forma o importantă colonie de români, atrași și de traiul încă ieftin. Tot aici își desfășoară activitatea diferite comisii de aprovizionare a statului român:34-35. Timp de mai bine de un an, Odesa a fost nu doar o destinație finală pentru mulți refugiați români, ci și locul unde s-a făcut la fel de multă politică ca la Iași. Cu excepția a două scurte sesiuni parlamentare, toată mișcarea parlamentară a anului 1917 s-a desfășurat în acest oraș-port, unde se găseau aproape toți cei aflați la dispoziția guvernului de la Iași:115.
„Lucrurile merg trist pe frontul românesc. O casă în Odesa a fost cu siguranță achiziționată pentru Familia Regală.

Camil Ressu: Începuturile revoluției ruse la Iași, 1917
Compoziție cu grup de soldați ruși, figurați pe fundalul unor case modeste. Poartă costume militare cu rubașcă, caschete și pe piept cocarde roșii, semn al aderării la Revoluția bolșevică. Cel din mijloc ține probabil un steag, din care nu se vede decât catargul, cu rost în dinamica imaginii. Toți cântă cântece revoluționare.

Zilnic sosesc și mai mulți români care sporesc colonia deja mare și care se bucură de confort și siguranță. Cei mai mulți dintre senatori și membrii Parlamentului sunt aici, printre ei celebrul pro-aliat Take Ionescu.
În ultima vreme, o răspândire alarmantă a ideilor revoluționare atrage atenția în Odesa. Din cauza propagandei germane, un mare număr de soldați ruși cu o educație simplă au părăsit tranșeele, convinși că noul mileniu este aproape și pacea universală pe cale să fie declarată. De asemenea, soldații țărani, profund atașați de pământul lor, se tem că, dacă nu vor fi acasă la intrarea în vigoare a noului sistem de împărțire a pământului, nu își vor primi partea. Noaptea fură din locurile pe care ar trebui să le păzească, ba chiar dezertează - la început doar câțiva, dar apoi sute, ba chiar mii. Chiar dacă nu au habar de direcție sau distanță, pleacă spre casele lor. Pe drum devin flămânzi, obosiți. Uneori se îmbarcă clandestin în trenuri sau se grupează în bande. Când fermierii refuză să le ofere hrană și adăpost, aceștia îi împușcă și îi jefuiesc, degenerând în tâlhari. Proprietarii de moșii se înghesuie să plece spre Odessa, abandonându-și casele și bunurile:178.”—Ethel Greening Pantazzi - România în lumini și umbre''
Încă din primăvara anului 1917, guvernul român acționase pentru a preveni pătrunderea tulburărilor revoluționare în țară. După arestările din aprilie, care aveau rolul de a suprima agitația împotriva războiului din partea social-democraților, un număr de activiști radicali printre care Cristian Racovski, Mihail Gheorghiu Bujor, Ion Dicescu-Dic, Alexandru Nicolau, Alter Zalic, Vasile Popovici, Alexandru Dobrogeanu-Gherea, s-au refugiat la Odesa, unii pentru a scăpa de urmărirea autorităților române după agitațiile antirăzboinice pe care le provocaseră în țară, alții ca dezertori din armată, radicalizați și puși în slujba intereselor revoluționare rusești. Rakovsky fusese eliberat din închisoare de către manifestanții de 1 Mai. La Odesa, revoluționarii români exilați au format un Comitet de Acțiune pentru a încerca să-și promoveze cauza, sprijiniți de muncitorii români care veniseră la Odesa pentru a opera echipamentele evacuate din porturile românești:270–271.
„Un număr mic de soldați nemulțumiți, membri ai Partidului Socialist înainte de război, majoritatea evrei sau de origine bulgară (adică din partea Dobrogei cedată României în 1913), au dezertat și se află la Odesa, clamându-și insistent convingerile și fiind un ghimpe în coasta coloniei noastre. Ei speră să răspândească ideile revoluționare în România. Comitetele de soldați și muncitori, cunoscute sub numele de Soviete, par să câștige putere în fiecare departament:178”—Ethel Greening Pantazzi - România în lumini și umbre''

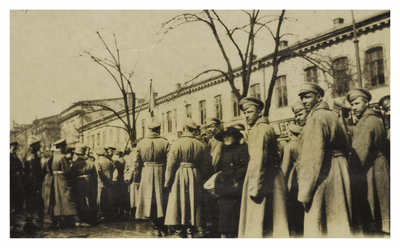
Soldați revoluționari, Odesa, 1916

Propaganda susținută a Comitetului militar revoluționar român nu a întârziat
să dea roade, la scurtă vreme au fost constituite la Odesa două batalioane românești: un batalion de infanterie și unul de marină, „ca semn al solidarității și al simpatiei internaționale cu lupta revoluționară a popoarelor din Rusia”.
Batalionul de infanterie român condus de Vasile Popovici era alcătuit din peste 1.000 de persoane și organizat în patru companii. Subunități ale acestui batalion român au participat, alături de bolșevici, la sângeroasele lupte de stradă purtate pentru cucerirea orașului Odesa, dar și ulterior, împotriva trupelor germano-austro-ungare care invadaseră Ucraina.
În același timp cu formarea batalionului revoluționar de uscat s-a format și un batalion român de marină, cu un efectiv de 300 de persoane, în fruntea căruia s-a aflat muncitorul gălățean Gheorghe Stroiciu. După o vie propagandă bolșevică în rândul echipajelor de pe vasele comerciale și de pasageri ancorate în sudul Rusiei și printre lucrătorii Arsenalului Marinei de la Chilia Nouă, începând cu 13 ianuarie 1918, Gheorghe Stroiciu împreună cu gărzile sale trec la percheziționarea vaselor românești, înlăturarea comandanților și așezarea unor santinele înarmate formate din dezertori pe fiecare dintre aceste vase: Severin, Gherdap, Domnița Florica, Brăila, Corabia, Borcea, Dunărea. Toate aceste vase au fost confiscate și luate în stăpânirea partidului revoluționar român, fiind dat ordinul coborârii tricolorul românesc și arborării pavilionului roșu:10.

### Calvarul reprezentanților României relatat de martori oculari

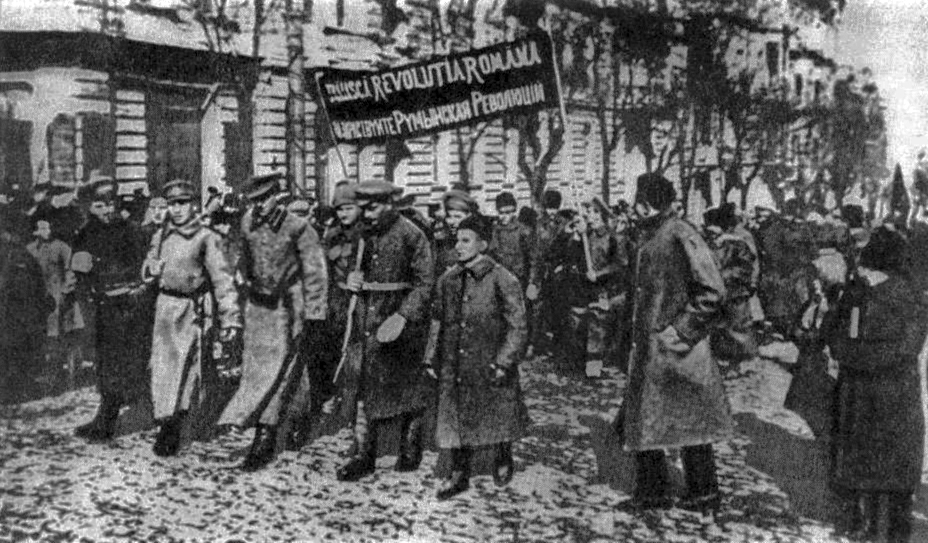
Revoluționari români din Odesa, ianuarie 1918

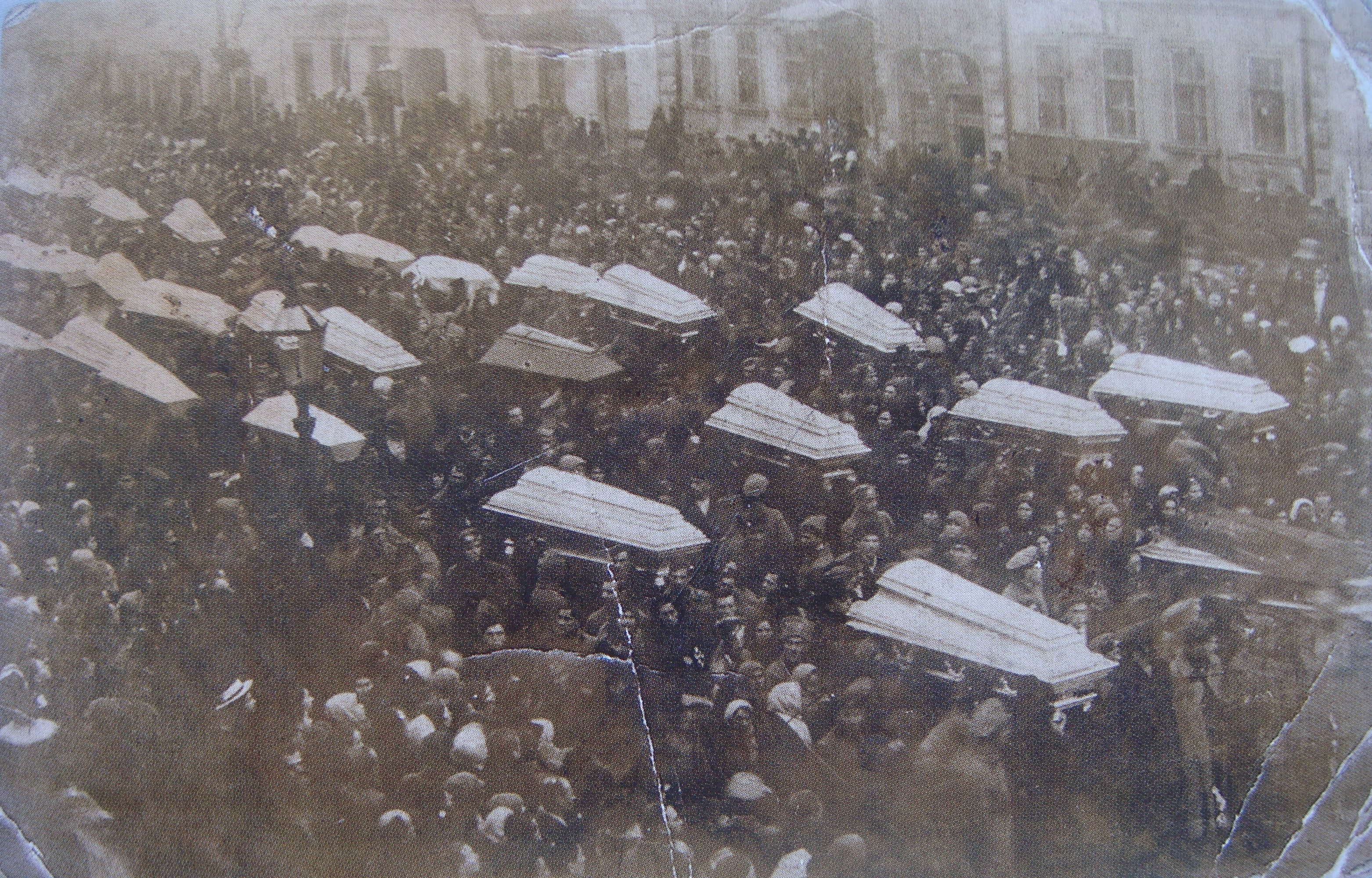
Funeraliile victimelor războiului civil din Odessa, ianuarie 1918

La începutul lui ianuarie 1918, la Odesa sosește, de la Petrograd, Cristian Racovski, în noua sa calitate de „comisar-organizator al afacerilor ruso-române în Rusia de Sud“.
„Am aflat în această dimineață că a sosit Racovski, trimis de Lenin și Troțki să se ocupe de situația de la Odesa, acum că este cu totul în mâinile bolșevicilor. Am mai auzit vag de acest om, dar consternarea care a cuprins colonia noastră când s-a răspândit vestea m-a făcut să insist să aflu toate detaliile posibile despre el. Este de origine bulgară, medic de profesie. Familia lui avea o proprietate în zona Dobrogei cedată României cu mulți ani în urmă. A primit educația timpurie în școlile românești și a fost prin lege un supus român, deși, evident, în inima lui a nutrit o ură mistuitoare față de România, ca orice fiu adevărat al Bulgariei. Fiind un tânăr cu realizări intelectuale remarcabile, a devenit lider al Partidul Socialist și, din cauza activităților sale, a fost exilat din Constanța, unde locuia. A fost de ani de zile mână în mână cu Partidul Internațional Socialist și este prieten intim cu Lenin. De la Revoluție, el a fost destul de imprudent să se întoarcă în România și și-a folosit toată puterea pentru a-i convinge pe soldații noștri să urmeze exemplul fraților lor ruși. Rezultatele eforturilor lui le-am văzut cu ochii noștri. Cu toate acestea, a depășit limitele, a fost arestat și trimis la închisoare în Iași. Cum a scăpat este un mister pentru toată lumea de aici. Cu siguranță nu ne putem aștepta să fie un dictator blând:195”—Ethel Greening Pantazzi - România în lumini și umbre''

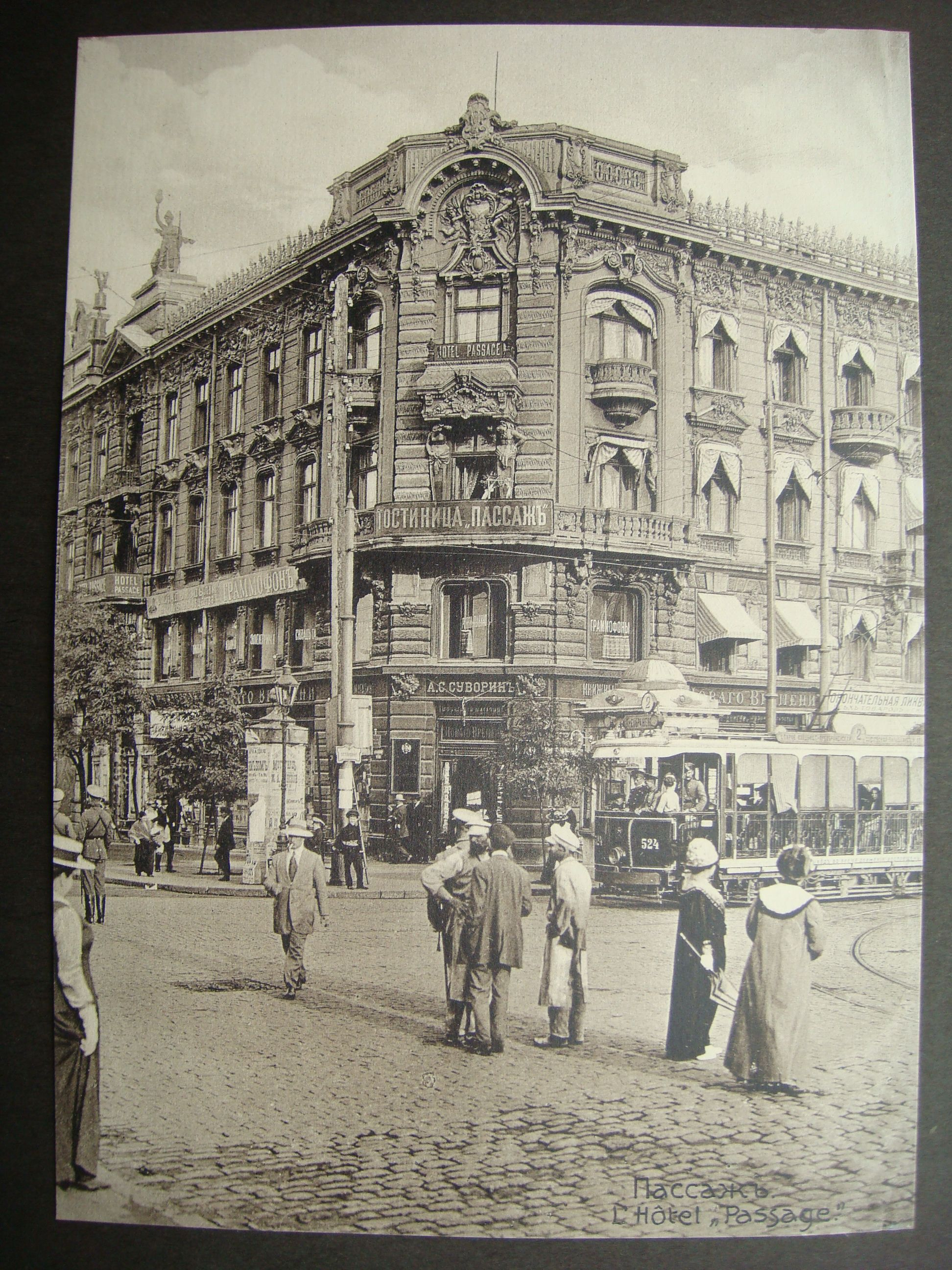
Hotel Passage, Odesa

Racovski ordonă arestarea românilor mai însemnați, militari, parlamentari, demnitari, funcționari sau chiar personalități marcante, dar mai cu seamă  cei bogați. Sunt arestați românii din principalele hoteluri ca Passage, Petrograd, Londra etc. și duși pe vapoare transformate în închisori (Împăratul Traian, Sinope, Alexis), sub paza mateloților bolșevici ruși și români:204. Perchezițiile se țineau lanț și ziua, și în timpul nopții, făcute când de ruși, când de bandiții lui Racovski. Aproape o lună a durat această perioadă de arestări și percheziții:35-45.
„Sosirea lui Racovsky la Odesa este începutul calvarului Românilor refugiați în acest oraș. Operațiunile banditești întreprinse de d-rul Racovsky în contra Românilor au început în ziua de Luni, 29 ianuarie. În dimineața acestei zile, aproape o sută de Români de prin hoteluri și case particulare, ale căror adrese se cunoșteau, au fost arestați. Pe o listă specială se găseau numele d-lor general Vivescu, general Crăiniceanu, comandor Pantazi, apoi Nestor Cincu, Nunucă Protopopescu, V. Vâlsănescu, deputați, Octavian Goga și alții. Cei arestați au fost duși, unii pe vasele de răsboiu "Sinope" și "Almaz", alții în închisorile din oraș. Pe "Almaz", d-nii generali Vivescu și Crăiniceanu, N. Protopopescu, deputat, Th. Buzdugan, senator, și alții au fost închiși într'o latrină. Pe "Sinope" au fost duși arestații de la Hotel "Passage", cei mai mulți parlamentari, între cari și G. Lucasievici pentru a treia oară arestat, băgați sub punte, într'o sală unde nu e niciodată lumină și nici aer. Printre aceștia se găsea și C. Gongopol, fost redactor la "Epoca" și azi directorul ziarului "Îndreptarea".

Cei duși în închisorile din oraș erau ținuți în celule pe ciment, ca criminali ordinari. Cine plătea însă din gros agenților lui Racovsky, avea posibilitatea să scape din închisoare. Tocmeala era cămătărească. D-lui avocat G. Caranfil i-s'a cerut de pildă 10.000 ruble; d-lui Max Bercovici, bancher, i s'a spus că va trebui să dea mult mai mult de 20.000 ruble. Cu unii învoiala se făcu... D-nii Pangal și Stern au scăpat cu câte 5.000 ruble; dl. Al.Culoglu, directorul "Eforiei", cu 4.000; pe un domn agricultor Munteanu l-a costat vr'o 14.000. Pe d. Protopopescu-Argeș, din cancelaria Senatului, vr'o 7.000, și așa mai încolo. C. Cociaș, vice-președinte al Senatului, care fusese și el arestat, a plătit oamenilor lui Racovsky, spre a fi eliberat, una sută mii lei, plus 14.000 ruble. Fericit că a scăpat de temniță, Cociaș, la eșire, a strigat de bucurie: "Trăiască revoluția!" După 3 zile însă, C. Cociaș, cu toată simpatia arătată de el față de Racovsky și de bolșevici, a fost arestat din nou. Ce păcăleală binemeritată!:330-331”—Ion Rusu Abrudeanu - Pacostea rusească''
„În ziua de 14 Februarie însă am fost arestat la hotelul unde ședeam dimpreună cu deputații Iunian și Vâlsănescu și duși la cancelaria batalionului revoluționar român, așezat cu sfidare chiar în localul consulatului român. Acolo, un anume Dicescu ne-a declarat cu emfază că suntem arestați în numele poporului român. La observația deputatului Vâlsănescu că nimic nu'l îndreptățește să vorbească în numele poporului, ai cărui reprezentanți legali, cel puțin până acum, suntem noi, a răspuns cu o emfază cinică  că noi reprezentăm poporul prin frandă și corupțiune, de vreme ce el îl reprezintă într'adevăr și a adăugat că suntem vinovați a fi omorât 450.000 oameni! De acolo am fost trimiși la închisoare, de unde la 26 Februarie d-nii Iunian și Vâlsănescu au fost liberați, iar eu menținut, după declarația făcută de M. Bujor d-lui Iunian, pentru că eram unul din cei mai vinovați, ca membru al Ligei și al Federațiunei Naționale. În ziua de 29 Februarie au venit la închisoare doi soldați din batalionul revoluționar român cu însărcinarea de a mă duce pe vaporul "Împăratul Traian", care, ziceau ei, trebuia să ne ducă la Akerman spre a ne preda armatelor românești. Ajunși pe vaporul "Împăratul Traian", am găsit acolo alți zece colegi parlamentari precum și numeroși ofițeri și alți români:331”—Ion C. Grădișteanu, în ziarul Evenimentul din Iași

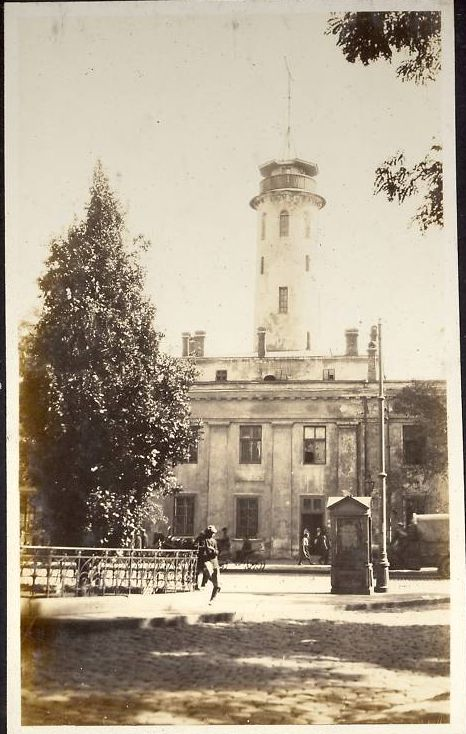
Secție de poliție și unitate de pompieri pe strada Preobrazhenskaya nr. 44 din Odessa, 1917

Instalat în clădirea Consulatului general al României, al cărui personal fusese expulzat, Racovski demarează, prin intermediul reprezentanței diplomatice a Italiei, negocieri cu autoritățile de la Iași. Se urmărește eliberarea revoluționarilor ruși arestați de către autoritățile române, în schimbul parlamentarilor și al altor oficialități reținute la Odesa. Aflat în zonă, colonelul canadian Joseph W. Boyle - a cărui simplă prezență inspiră încredere - preia rolul de negociator între statul român și Cristian Racovski:63

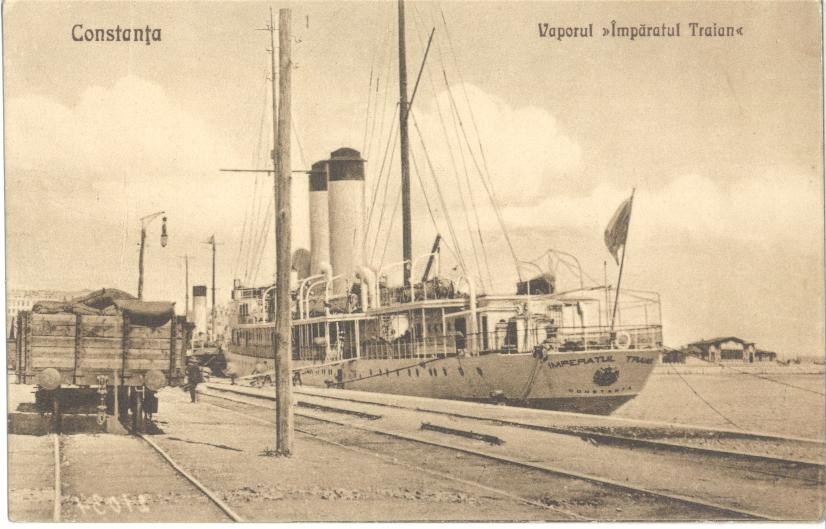
Vaporul Împăratul Traian

Începând cu 24 februarie, prizonierii români au fost duși în port, pentru a fi reținuți la bordul navei Împăratul Traian. Printre arestați se numărau "d-nii general Drăgotescu, Ion Stănculeanu - deputat, Ion Pană - senator, Demetrian, fabricant din Constanța, N. Popescu, mare proprietar din Ialomița și pe d-nii Pașcanu și Lucescu, profesori; - acești doi din urmă au fost eliberați":92-93
Tratamentul prizonierilor de pe vaporul Împăratul Traian era neomenos. Prizonierii au fost lăsați să doarmă, iarna, pe scândura goală, fără învelitoare și fără așternut. Nici chiar pe scândura goală nu era loc pentru toți să doarmă întinși. Mulți din ei, din cei mai tineri, erau nevoiți să doarmă stând pe banca de lemn, cu coatele pe masă și cu capul rezemat între mâini. Bandiții obligă pe prizonieri la corvezi umilitoare, ca măturatul vaporului, curățitul murdarelor closete comune, un fel de jgheaburi, receptor infect al imundiciilor întregului personal inferior al vasului:211.
La fel se întâmpla și pe vapoarele Synope și Alexis. Printre cei arestați acolo se mai aflau "d-nii general Vivescu, general Crăiniceanu, general Hepites, comandorul Pantazzi, care a venit să se predea singur, dovedind cavalerismul cel mai desăvârșit, cum a fost cavaler și până în cel din urmă moment al detențiunei sale, dl. Georgescu-Caliacra, colonel dr. Niculescu, colonel Popescu, Ștefan Bellu, Paul, Gigi Petcu, George Caranfil, bancherul Bercovici (tânărul), Grigore Procopiu, Nunucă Protopopescu, Pangal, Al. Mărăscu și alți români. Regimul la care am fost supuși era odios: N'aveam voe să eșim pe covertă, la aer liber, dezertorii ne insultau și bruscau; dormeam în cabinele vasului tinute într'o mizerie de nedescris, pe niște saltele murdare de pae, întinse pe scânduri; păduchii de lemn forfoteau, în cât somnul nostru era o adevărată tortură. Din ordinul "tovarășilor" Racovsky, Bujor, Kupferwasser etc., eram puși la corvoadele cele mai umilitoare. Noi măturam vasul, noi aduceam apa pentru bucătărie și mateloți; noi curățam privățile primitive pe cari "tovarășii" aveau grijă să le murdărească cât mai mult, ca să avem cât mai mult de lucru:49-50.
După câteva zile, au mai ajuns pe nava Alexis, ca prizonieri, d-nii V. Moraru-Andrievici, secretar al consulatului nostru din Odessa, studentul Eremia Mârzăianu și un sublocotenent austriac Kendy, arestat ca spion":78.
„Bolșevicii îi enervează continuu pe prizonieri și îi însărcinează cu toate sarcinile degradante la care se pot gândi. Soțiile deținuților au voie să le aducă mâncare iar ei au nevoie de ea, deoarece rația care le este servită este puțină și de proastă calitate.
Sunt aproximativ șaptezeci de prizonieri, printre care bancheri, senatori, președintele Camerei de Comerț București, vicepreședintele Senatului. Un general în vârstă, M. Crăinicianu, fost ministru de război, și mai mulți ofițeri au fost atât de bolnavi încât au trebuit să fie mutați în diferite sanatorii, ținuți acolo sub pază:211”—Ethel Greening Pantazzi - România în lumini și umbre''
Ulterior, pe 14 februarie, prizonierii români au fost plimbați pe străzile centrale din Odesa, huiduiți și insultați de o populație inamică și întărâtată:51, apoi transferați temporar la Turma (închisoarea locală Odesky Türme), la aproximativ doi kilometri distanță de Odesa:211. După câteva zile, au fost puși în libertate de către bolșevici deputații Nunucă Protopopescu, V. Vâlsănescu și Gr. N. Iunian. De asemeni, a fost eliberat, după intervenția colonelului canadian Boyle, d-nul Nicu Butclescu:333. 
„Canadianul este un ofițer de armată, un colonel pe nume Boyle. A mai fost aici o dată și cu avionul, deși nu știam de asta la acea vreme. 
Se pare că Schrantchenko a fost în ultima vreme la Moscova și în România, unde l-a cunoscut pe acest colonel Boyle și că stă cu el. Schrantchenko spune că colonelul s-a oferit drept parte neutră să mijlocească un schimb de prizonieri - românii vor ceda patru sute pe care i-au arestat în Basarabia pentru cei șaptezeci și unu din Turma:216”
„După o mică consultare, M. Maszewski a urcat la etaj pentru a ne anunța prezența și a ne întreba dacă colonelul Boyle ne poate primi. S-a întors să spună că ni s-a cerut să urcăm fără întârziere, deoarece colonelul îl aștepta pe Racovski. Pe când urcam scara, eram sufocată de emoție. În câteva minute am fost față în față cu colonelul Boyle. Deși nu auzisem de el cu douăzeci și patru de ore mai devreme, înfățișarea lui mi-a inspirat încredere. Era un om cu pieptul adânc, cu un fizic splendid, în vârstă de aproximativ cincizeci de ani, maxilar pătrățos și ochi albaștri strălucitori, sub niște sprâncene drepte, dând impresia de forță rezervată. Purta uniforma kaki a canadienilor. Am văzut „Yukon” scris cu majuscule pe cureaua lui și, suspendat cu o panglică albastră în jurul gâtului, am recunoscut Ordinul Coroanei Române. 

I-am relatat în detaliu ce știam despre situație; el, la rândul său, mi-a spus că în acea după-amiază, Sovietul prezidat de Racovski a fost de acord cu schimbul de prizonieri și i-a promis că îi va trimite pe românii din Turma în dimineața zilei de 12 martie, punându-le la dispoziție un tren care să-i ducă la frontiera de la Bender, unde aveau să-i aștepte doi dintre asistenții săi, care să-i preia pe cei patru sute de bolșevici reținuți de armata noastră. Schimbul urma să se facă pe loc. Colonelul Boyle nutrea, evident, multă simpatie față de bolșevici și dorea să fie scrupulos de corect cu ei în toate privințele.

Coborând scările, l-am întâlnit pe Racovski care urca, urmat de satelitul său, Bujor, un individ sinistru, cu o barbă mare și neagră:217-220”—Ethel Greening Pantazzi - România în lumini și umbre''
„În seara zilei de 26 Februarie, pe la orele 10 și jum, când toți ațipisem, am fost deșteptați din somn de pașii sentineleior ce urcau sgomotos scările cari dădeau în  așa zisul salon unde ne aflam, și în curând văzurăm înaintea noastră pe Racovski care, fără preambul și cu un zâmbet mefistofelic pe buze, ne zise:

- Voiți să vă întoarceți în țară?

- Se 'nțelege, am răspuns noi.

- Ei bine, poate că veți pleca chiar mâine, căci pacea dintre Rusia și România s'a închiat.

- Nu cumva e și asta o glumă? întrebă ironic d. Coceaș.

- Nu, a replicat Racovski; și spre a vă dovedi, iată și textul tratatului de pace. Și, spre a ne convinge de adevărul spuselor sale, a scos din servieta sa tratatul scris pe două coale de hârtie velină și ni'l ceti din scoarță 'n scoarță, arătându-ne și semnătura președintelui consiliului de atunci, d. general Averescu. În clipa acea, pe când Racovski citea tratatul de pace la lumina unicului bek de electricitate ce ne lumina și cu ajutorul unei brikete ce'i am pus-o eu la dispoziție, zării în penumbra cabinei, la cealaltă extremitate a ei, chipul impunător al aceluia care avea să ne fie mai târziu salvator și pe care nu'l cunoșteam încă.

- Acest tratat ne-a fost adus de la Iași de colonelul Boyle, ne spuse Racovski.

Numai prezența colonelului Boyle, care a străbătut de două ori văzduhul venind în aeroplan de la Iași la Odessa, ca să obție libertatea noastră, numai ea ne-a putut chezășui că ceea ce ne spunea Racovski poate fi adevărat. Unii dintre noi n'au putut dormi toată noaptea scontând bucuria libertăței, după 40 de zile de captivitate umilitoare. Dar mare ne-a fost a doua zi decepția când ni s'a spus că Racovski a plecat în timpul nopții la o destinație necunoscută:96-98”—Emil Nicolau, Românii in ghiarele bolșevicilor; lucruri văzute și trăite in Rusia''
„După-amiaza, cei doi domni [M. Mendicutti - consulul Spaniei la Odesa și secretarul Legației române din Odesa] m-au invitat într-o caleașcă ponosită – cea mai bună pe care au putut-o găsi – și am pornit pe drumul lung până la închisoare. Am fost repede primiți și i-am găsit pe prizonieri adunați în holul central în cele mai prietenoase relații cu gardienii lor. Întrucât fusese chemat un fotograf și erau pe cale să facă o fotografie de grup, au insistat să mă alătur, plasată între gardianul șef și generalul Vivesco, primul dintre cei șaptezeci și unu care au fost arestați. Unii dintre ei erau sceptici cu privire la planul colonelului Boyle:220-221”
„La șase și jumătate, telefonul a sunat nebunește. Cuprinsă de o presimțire, am răspuns, și am auzit vocea lui B. Mi-a spus că „Batalionul Morții” a intrat în închisoare la ora patru dimineața, fiind primit de gardieni, care nu mai erau suspicioși față de acțiunile bolșevicilor. Liderul făcuse ocolul celulelor, cerând prizonierilor să se pregătească să-l însoțească, deoarece Sovietul dorea să le returneze banii, ceasurile și hârtiile confiscate la arestarea lor înainte de a fi predați colonelului Boyle. Unii fuseseră deposedați de documente valoroase și erau nerăbdători să le recupereze, așa că au făcut cum li s-a cerut:221”
„Abia terminasem de îmbrăcat, că am văzut prin fereastră trecând câteva camioane mari, pe platformele cărora erau așezați câțiva dintre prizonieri, păziți îndeaproape de Batalion. Aceste camioane mergeau în viteză exact în direcția opusă gării, de fapt, spre port. Timp de două zile, văzusem de pe bulevard că navele cu abur aveau cazanele sub presiune, gata de plecare dacă nemții ar fi intrat în Odesa.

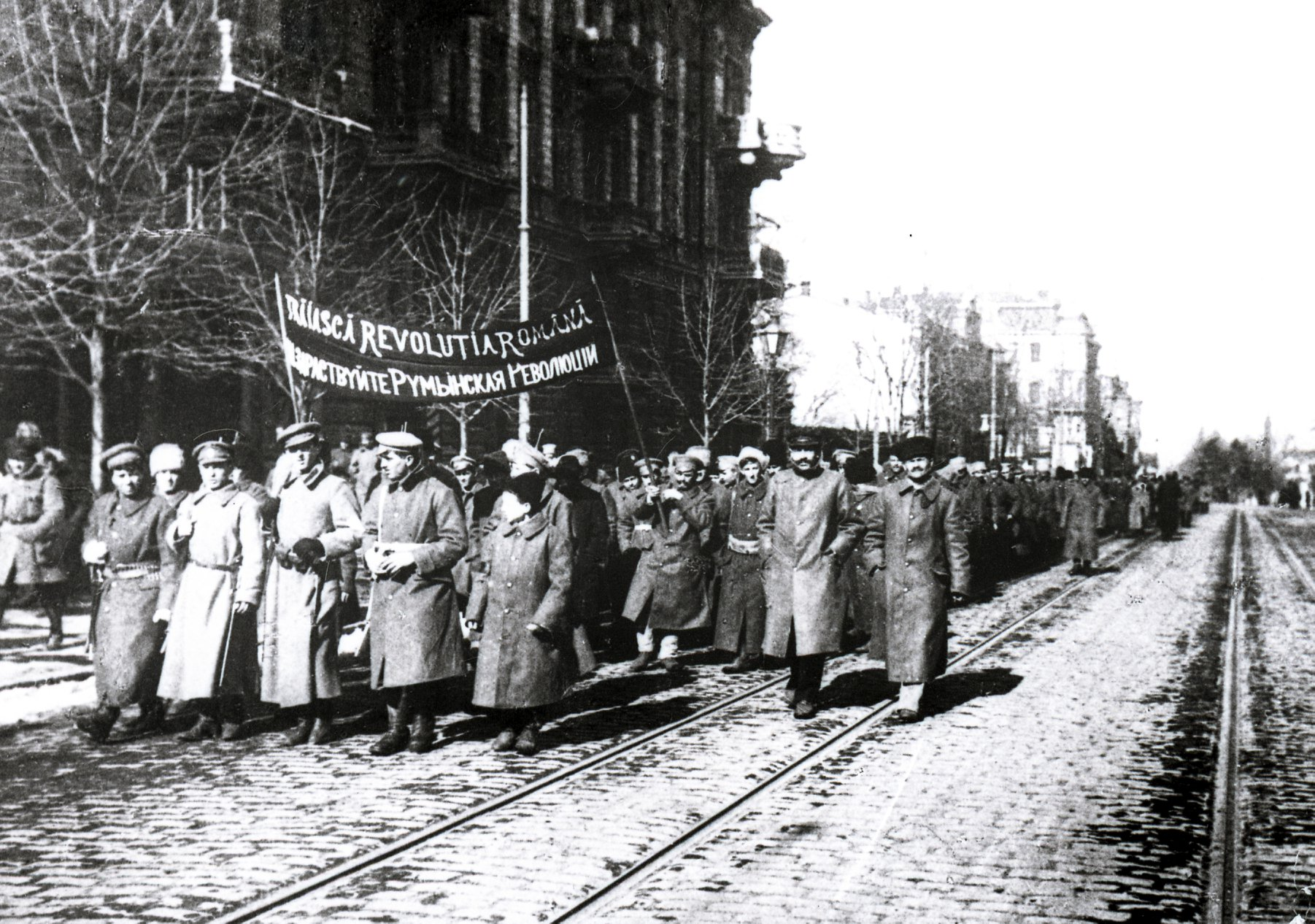
Batalionul revoluționar român bolșevic, supranumit Batalionul Morții, defilând la Odesa în primăvara anului 1918

La ușă l-am întâlnit pe comisarul rus de închisoare (un ucrainean), a cărui purtare față de prizonieri fusese întotdeauna cea mai umană. El a spus că sovieticii nu aveau intenția de a respecta termenii tratatului încheiat cu colonelul Boyle.

Racovski fugise noaptea pe o navă, luând cu el toți banii confiscați de la români, ceilalți lideri se ascundeau, germanii erau la doar câteva ore de mers, sute de bolșevici fugiți de pe front se înghesuiau în oraș jefuind și trăgând în Deribasskaiya. Se temea că unii dintre prizonieri fuseseră uciși și nu îndrăznea să se întoarcă la Turma:221-222”
„Implorându-l pe comisar să mă însoțească, m-am îndreptat rapid în direcția reședinței colonelului Boyle, dar am avut norocul să-l întâlnesc pe stradă. Mergea încet și liniștit, de parcă ar fi fost o zi oarecare în Woodstock, orașul său natal. La început a fost neîncrezător și m-a invitat să-l însoțesc la locul de întâlnire al Sovietului ruso-român („Rumcherod”, cum se numea), la doar câțiva metri distanță de locul unde ne-am întâlnit. Găsind holurile goale și scările pustii, a devenit mai dispus să-mi asculte cererile de a mă însoți în port și de a-mi verifica spusele. Hotelul Londra era alături:222”
„Am mers împreună. Colonelul Boyle îl privea cu o dezamăgire rece pe comisar, care era aproape violet din cauza eforturilor supraomenești de a-i transmite informațiile sale despre evenimente, deși fără cel mai mic succes, întrucât interlocutorul său nu vorbea altă limbă decât engleza. Mi-am înfipt unghiile în palme, atât de nerăbdătoare eram să ajung în port. Acolo am găsit un cordon puternic de paznici bolșevici care împiedicau apropierea de vasele care erau ancorate la chei. Mai mulți prizonieri se aflau pe punțile Împăratului Traian și a Princepelui Carol. M-au recunoscut de la distanță și mi-au făcut semne disperate. Colonelul Boyle era convins că erau chiar oamenii pe care venisem să-i salvăm:222-223”—Ethel Greening Pantazzi - România în lumini și umbre''
„Ne-am urcat din nou în droshky și am condus singuri pe drumul din spatele docurilor. Drumul era presărat cu cutii, butoaie, scânduri și era plin de noroi. În zece minute am ajuns la "Ștefan cel Mare", iahtul regal românesc, acum reședința „Batalionului Morții”. Secretarul a spus că un colonel englez vrea să vorbească cu Racovski. Deși s-a iscat o oarecare agitație în mulțimea dezordonată care stătea pe punte, ne-am apropiat fără alt preambul. Colonelul Boyle a preluat inițiativa și a urcat la bord.

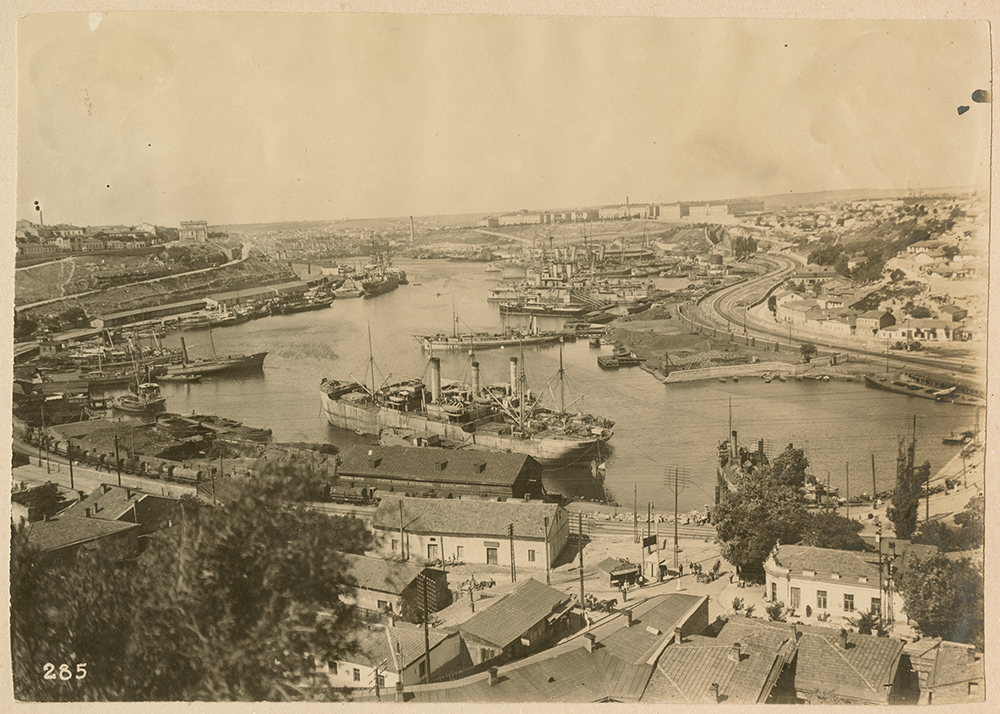
Portul Odesa, primăvara anului 1918

Yachtul regal Ștefan cel Mare

— "Dacă domnul Racovski nu este aici, vom vorbi cu adjunctul său", am spus, privind în jur.
 În câteva secunde, un bărbat cu aspect spășit, cu o igienă îndoielnică și cu o barbă de trei zile pe față a fost împins înainte. Părea să aibă aproximativ treizeci și cinci de ani.

— "Poți să ne spui unde este domnul Racovski?" am întrebat.

— "A plecat."

— „I-a promis acestui colonel englez că îi va preda șaptezeci și unu de ostatici, pentru a-i schimba cu patru sute de tovarăși; dar prizonierii sunt reținuți la bordul unei nave și colonelul Boyle nu poate comunica cu ei”.

— "Știu, am făcut-o pentru siguranța lor. Nemții sunt aproape de Odesa. Veniți cu noi, doamnă. Vom fi bucuroși să vă ajutăm pe dumneavoastră și pe englez să scăpați. Vom pleca în câteva ore."

Colonelul Boyle mi-a cerut să traduc, spunând în esență că a încheiat o înțelegere cu Sovietul — neeliberarea prizonierilor putea însemna condamnarea la moarte a celor patru sute deținuți de români, că aranjamentele au fost făcute, avea să scape de germani, dar nu putea accepta invitația de a pleca la bordul navei, prizonierii erau acum ai lui, nu ai Sovietului, iar el le cere să fie oameni de onoare, să-și țină cuvântul și să-și respecte angajamentele.

La auzul acestor vorbe, a izbucnit o conversație aprinsă între cei de față. După o altă discuție, Dicescu (căci am aflat că purtătorul de cuvânt așa se numea) a promis că va aștepta până la două după-amiaza, pentru a-i oferi colonelului Boyle posibilitatea să obțină o confirmare de la Sovietul Suprem că sunt încă de aceeași părere ca atunci când semnaseră înțelegerea cu patruzeci și opt de ore mai devreme și și-a dat cuvântul de onoare că îi va elibera pe prizonieri sănătoși.

Am părăsit nava. Cei trei care așteptau cu nerăbdare aproape au gemut când au aflat rezultatul discuției. Comisarul (după cum a tradus secretarul) a spus că ne poate îndruma către clădirea în care Brașoveanu, secretarul Sovietului Suprem, făcea eforturi disperate de a organiza rezistența contra germanilor. Se găsea la capătul opus al orașului, la aproximativ cinci mile distanță.

La întoarcere, eu și colonelul am discutat despre posibilitățile de a face rost de o navă care să-i transporte pe prizonieri în România. Am simțit că transportul pe calea ferată nu mai era posibil. Am mers pe străzi laterale, dirijați de Comisar și am găsit în sfârșit sediul lui Brașoveanu. În clădire răsuna vuietul soldaților alergând fără rost în sus și în jos pe scări. Brașoveanu era mai liniștit decât ceilalți, dar într-o stare de disperare. Când a aflat de misiunea noastră, s-a referit cu amărăciune la Racovski, spunând că este inutil să încercăm să facem ceva - Sovietul a fost împrăștiat în patru vânturi, au mai rămas doar el și alți doi ("bieți naivi"). Nu avea nicio putere să ordone „Batalionului Morții” să renunțe la prizonieri, nici unul dintre tovarăși nu l-ar fi ascultat, fără un ordin de sus nu se putea face nimic. După multe insistențe, a consimțit să-i convingă pe cei doi membri rămași ai Sovietului să semneze o hârtie pregătită de comisar pe o pagină ruptă din carnetul său de buzunar. Întrebat dacă mai are stampila Sovietului, acesta a răspuns afirmativ. Cu hârtia în mâini, a dispărut într-o altă cameră. Am căzut pe o bancă. Totul era searbăd, în aer persista un miros persistent de cizme și transpirație. De pe coridoare răzbătea zgomotul înfundat al armelor, bubuitul ușilor, cuvinte răstite. Comisarul și secretarul discutau împreună cu îngrijorare, Colonelul Boyle părea pierdut într-o contemplare – tăcut, masiv, detașat! După un timp Brașoveanu se întoarse și întinse hârtia. Era aplicată o ștampilă mare roșie și avea trei semnături ilizibile.

- „Asta este tot ce pot face”, a spus el.

- „Îți doresc noroc. Mă întreb cum voi putea eu să scap din acest iad.”

Ne-am strâns mâinile și l-am părăsit.

La întoarcere, conducând cu viteză, ne-am ciocnit cu un camion care traversa strada. Mașina a fost considerabil distrusă. Una dintre bucățile de sticlă care au zburat din parbrizul spart m-a lovit în cap. Amețită și cu sângele curgându-mi în ochi, am avut un moment de descurajare, nu și colonelul Boyle. Văzând că batista mea era udă, a scos imediat una mare din buzunar, pe care mi-a lipit-o de cap.

— "Ești în regulă, e doar o zgârietură. Întotdeauna sângerează așa. Sunt medic, știi, și te pot bandaja foarte repede."

Când am ajuns acasă, ușa s-a deschis. Erau o duzină de femei isterice (soțiile colegilor de prizonierat ai lui B.) în salon, care doreau vești despre soții lor. Colonelul Boyle a continuat să mă „repare”.

Când a ajuns doctorul, a fost mulțumit de performanța colonelului și mi-a legat capul într-un turban artistic de bandaje. Colonelul Boyle m-a privit meditativ:

— „Bănuiesc că te-ai săturat pentru o zi”, a spus el. „Cu siguranță Schrantchenko îmi poate face rost de un alt interpret. Acum este abia amiază. Am hârtia – acesta este esențialul”.

O jumătate de oră mai târziu, secretarul, care se dusese cu mașina să vadă ce se întâmplă în port, a intrat val-vârtej.

— „Unde este colonelul Boyle?” a strigat.
I-am spus că a plecat.

— "Dacă nu este în port în zece minute, va fi prea târziu ca să salveze prizonierii. "Ștefan cel Mare" s-a desprins de doc, navighează acum. "Împăratul Traian" se pregătește să-l urmeze."

Ajungând la casa lui Schrantchenko, secretarul a urcat scările câte trei. În două secunde apăru colonelul Boyle cu șapca în mână. A urcat imediat în mașină, fără măcar să arunce o privire înapoi. Limitele de viteză nu contau pentru noi, întorceam la colțuri pe o singură roată.”
„Când am ajuns la docuri, am constatat că într-adevăr se făceau pregătiri intense pentru plecarea imediată. Pasarela abruptă a "Împăratului Traian" era plină de soldați înarmați, cu ranițele în spinare. Am mers mai departe. Confuzia domnea! Profitând de acest lucru, colonelul Boyle i-a dat deoparte pe cei care se străduiau să i se opună. "Ștefan cel Mare" era în mijlocul bazinului. Părea la ancoră, dar era imposibil să ajungă la bord. La strigătele Secretarului, un marinar a răspuns rânjind că Dicescu nu era la bord.

— "Unde este?"

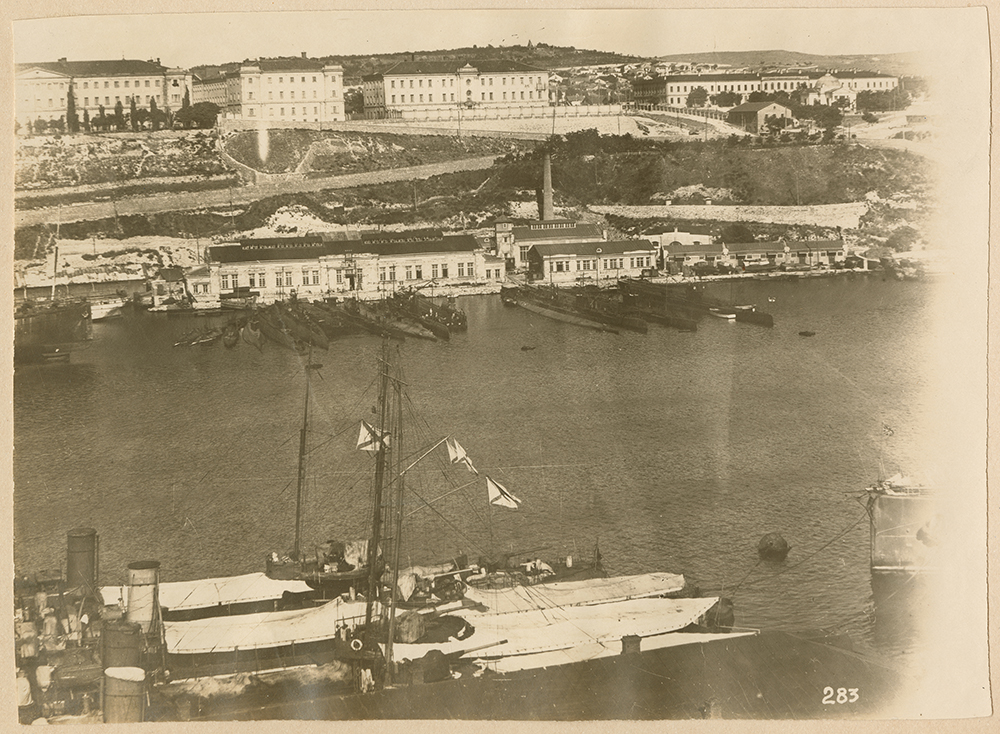
Portul Odesa, 1918

— "Nu știu! Oricum nu are rost să-l cauți, dacă crezi că vei lua prizonierii, faci o mare greșeală!"

— „Să încercăm la "Almaz" – Sovietul naval rus este acolo”, a sugerat cineva.

Înapoi pe același traseu! Am ajuns unde era ancorat "Almaz". Nicio atenție nu ne-a fost acordată de mulțimea agitată, angajată în a urca provizii la bord. Și pe punte am fost complet ignorați.

— "Strigă-l pe prietenul nostru de azi dimineață", spuse colonelul.

— "Dicescu! Domnul Dicescu!" am strigat. Din cabină s-au ițit câteva capete. Parcă împins din spate, Dicescu a ieșit smucit pe ușa unei cabine. Cei din apropiere s-au adunat în jurul nostru. A urmat o conversație:

Boyle: "Credeam că ai promis că mă aștepți."

Dicescu (posac): „Ei bine, sunt aici”.

Boyle: „Da, dar nu la adresa ta obișnuită”.

Dicescu: " Oricum nu avea rost să te aștept. Sovietul nu va fi de acord să renunțe la prizonieri. Este mai bine așa."

Boyle: "Nu fi prea sigur de asta."

Și scoase teatral hârtia din buzunarul tunicii, care fusese închisă bine cu nasturi. Dicescu a recunoscut instantaneu ștampila de un roșu aprins, a luat hârtia, a citit-o de mai multe ori, a întors-o, s-a ridicat pe un picior, apoi pe celălalt și, simțindu-se într-o situație incomodă, a privit nesigur în spate. Unii dintre marinarii ruși s-au apropiat, au citit hârtia peste umărul lui și au început să insiste să se supună și să se țină de cuvânt. Tenul lui căpătase o culoare verde bolnăvicios.

— "Acum", spuse colonelul Boyle apăsat, "ești, desigur, un om de onoare. Vino cu noi și dă ordin să-mi fie predați prizonierii”.

Ne-a însoțit fără tragere de inimă, stând pe treapta mașinii și aruncând priviri neliniștite din toate părțile. Mai mult ca oricând m-am simțit convins că nu era în toate mințile. Odată ajunși la "Împăratul Traian", a urcat pe pasarelă. Colonelul Boyle și cu mine l-am urmat îndeaproape. Secretarul a rămas la mașină și nu l-am mai văzut în ziua aceea. Dicescu a fost imediat înconjurat de camarazii săi de la bord. În timp ce se sfătuia cu ei în șoaptă, o mașină frânează zgomotos, alți doi lideri urcă pe pasarelă și i se alătură. Am auzit mormăindu-se numele „Bujor” și l-am recunoscut pe tovarășul lui Racovski din seara precedentă. A evitat să se apropie de colonelul Boyle și părea să-l îndemne pe Dicescu să-și întârzie decizia, dar, în ciuda insistențelor lui șoptite, ordinul a fost dat, iar prizonierii au fost aduși pe punte și au mărșăluit spre chei. Nu l-am văzut pe B. printre ei. Nu ne puteam apropia, fiind înconjurați de paznici cu baionetele la arme. Unul dintre prizonieri a arătat semnificativ spre "Principele Carol", care era la doar o aruncătură de băț mai încolo, unde un alt grup cobora și el pasarela. B. era acolo, teafăr și sănătos! Ținea valiza cea mică într-o mână, lângă el se afla tânărul său adjutant, care avea un coș într-o mână și valiza în cealaltă. Colonelul Boyle se întoarse către Dicescu.

— „La revedere”, a spus el. "Îți doresc mult noroc. Nu-ți face probleme cu prizonierii, vom scăpa înainte să vină nemții!"

Am părăsit nava, dar nu simțeam nicio bucurie. Peste tot erau doar fețe alungite. Mi-am dat seama că mai mult de jumătate din bolșevicii de pe vas erau dezertori români. Cauza rusă era pierdută fără speranță pe coasta Mării Negre – unde să-și găsească ei refugiu? Reținând ostaticii, ar fi putut negocia cu guvernul nostru pentru grațiere. Ce le păsa lor de schimb? Patru sute de ruși nu însemnau nimic pentru ei acum!
Ne-am apropiat de B. A făcut un pas înainte, dar gardienii l-au împiedicat să facă altul. Colonelul Boyle și el s-au văzut pentru prima dată. Au schimbat câteva vorbe. B. a întrebat de ce sunt acolo fără pardesiu și a întrebat, de asemenea, unde-mi este pălăria. Colonelul Boyle a vrut să știe dacă toți cei șaptezeci și unu de prizonieri erau prezenți. B. credea că sunt. Atunci un marinar a venit spre noi, zicând:

— "Colonelul Boyle poate să vină la bord ca să semneze pentru eliberarea prizonierilor?"

Ne-am întors la bord. Dicescu, mai mult ca sigur la instigarea lui Bujor, insista că trebuie întocmită o listă a prizonierilor, care să ateste că niciunul nu lipsește și, mai departe, că colonelul trebuie să promită că bolșevicii își vor primi camarazii înapoi în aceleași condiții.

— „Nu îi cunoști pe români”, a spus el. "Vor spânzura zece dintre tovarășii noștri pentru oricare dintre ai lor care ar dispărea!"

Colonelul Boyle era unul — ei erau o mie.
S-a uitat la ceas.

— "Ei bine, grăbiți-vă!" a spus. "Nemții ar trebui să ajungă aici în curând, după calculele tale, și nu le va place uniforma pe care o port."

Am intrat într-o cabină aflată la capătul câtorva trepte. Dicescu a scos o listă din buzunar și a chemat un marinar, care s-a așezat și a început să scrie după dictarea șefului său. Au fost constante întreruperi, serii de "du-te-vino", șoapte în spatele ușii. Colonelul Boyle și-a păstrat calmul perfect și i-am urmat exemplul cât de bine am putut. Din când în când, Dicescu întreba dacă îl știu pe cutare sau cutare prizonier. Când lunga listă a fost completată, Dicescu s-a retras, spunând că îi va chema pe ceilalți membri ai Sovietului pentru a semna eliberarea oficială a ostaticilor, deoarece doar semnătura lui nu avea nicio valoare.

— „Atunci, ai cinci minute”, aprobă colonelul.

De-abia ne părăsise, că un panou glisant din peretele cabinei a fost împins ușor deoparte și prin deschizătură a apărut capul unui bărbat cu părul cărunt și trăsături tipice românești.

— "Sunteți doamna Pantazzi?" a întrebat.

— "Da."

— „Am ascultat de cealaltă parte a peretelui și am crezut că recunosc vocea și accentul.”

— "Cine ești?" am întrebat eu.

— „Eram unul dintre mașiniștii de pe "Lascăr Catargiu" când comandantul era la bord”.

— "Ce faci aici?" am continuat, cu o agitație crescândă.

— „Am fost prizonier multă vreme și acum sunt forțat să lucrez la motoarele navei. Coborâți imediat cu englezul, sau va fi prea târziu – plecăm.”

— "Tu de ce rămâi?" am întrebat.

— „Nu pot să fac ce vreau – la ușa mea stă un bărbat cu un revolver”, a fost răspunsul.

Colonelul Boyle, care a arătat pentru prima dată o oarecare emoție când i s-a tradus această convorbire, a smuls hârtiile de pe birou și ne-am grăbit spre punte. Era atât de aglomerat, încât era aproape imposibil să înaintezi spre pasarelă. Ajunși acolo, i-am văzut pe paznicii de jos, de pe doc, împingând prizonierii spre navă. La coborâre, colonelul Boyle s-a oprit blocând trecerea, cu câte o mână pe fiecare șină a balustradei. În timp ce noi ne aflam în cabină, câteva dintre soțiile prizonierilor, unele dintre ele însoțite de copiii lor, ajunseseră cu mașinile la doc și erau acum grupate, multe dintre ele cuprinse de groază și cu ochii în lacrimi. Colonelul Boyle și-a anunțat hotărârea neabătută de a nu lăsa ca prizonierii să urce la bordul navei și a cerut tuturor să fie încrezători și calmi. Am așteptat — părea că a trecut un secol, în realitate, probabil au fost doar câteva momente. Apoi l-am observat pe Dicescu venind de-a lungul docului și, astfel, a ajuns față în față cu noi.

— "Semnează!" spuse colonelul Boyle, îndreptând spre el hârtiile pe care încă le ținea în mână.

— "Cum pot semna? Nu avem cerneală", a sosit răspunsul stupefiant.

— "Iată un creion, e suficient", spuse imperturbabilul colonel.

— „Voi semna”, a fost răspunsul energic.

În acel moment trebuie să fi făcut un semn cu mâna. Soldații de pe navă au început să tragă spre mulțimea neputincioasă. Luat prin surprindere, colonelul Boyle a făcut involuntar un pas înainte. Aplecându-se brusc, Dicescu a luat-o la fugă ca un șobolan pe pasarelă. A urmat o agitație generală. Tragerile au continuat, crescând în intensitate cu fiecare secundă. Primul meu gând a fost pentru B., pe care l-am văzut stând lângă generalul Vivesco la oarecare distanță de mine. Un marinar de lângă mine ținea un revolver și părea că vrea să tragă în acea direcție. Convulsiv, mâna mea s-a închis peste a lui, forțând arma în jos.

— "Nu trage!" l-am rugat. „Prizonierii sunt neînarmați și nu vă pot face rău”.

Purta o șapcă de marinar rusesc, cu bandă în dungi galbene și negre, dar fața lui zbârcită era inconfundabil românească. A răspuns în acea limbă:

— "Cine poate ști? În plus, trebuie să vină la bord."

— "Vor veni, numai nu trageți!"

S-a întors și a plecat. În acel moment, B. m-a apucat de braț. Am văzut că și-a strâns ferm valiza.

— "Ethel, ce faci, pentru numele Domnului?" a exclamat el și m-a atras rapid către un depozit de cărămidă de pe doc, unde, adăpostiți după o ladă goală, am rămas izolați pentru un minut. Mi-a cerut pe un ton hotărât să mă întorc acasă. O trăsură trecea, birjarul îmboldindu-și calul. Lăsând jos valiza, B. a apucat căpăstrul și m-a împins în vehicul. Birjarul nu a apucat să plece că șapte sau opt dintre roșii ne-au observat. Generalul Vivesco era aproape, iar ei se repeziră spre el și B. cu baionetele înainte. Am văzut că generalul a fost atins, dar nu a tresărit. În timp ce erau împinși spre pasarelă, am sărit din trăsură, destul de necugetat – singura mea idee a fost să mă agăț de B. M-a văzut și, întinzând brațul, mi-a strâns pentru o clipă mâna.

— „Fii liniștită – viața mea este mai valoroasă pentru bolșevici decât moartea mea. Cu siguranță mă voi întoarce. Promite-mi că vei pleca acasă imediat – uiți de copii!”

Femeile și copiii țipau, unii dintre prizonieri încercau să fugă, caii înspăimântați călcau totul în picioare. Gândurile mele s-au îndreptat acum către colonelul Boyle. Am privit în jur. Unde îl lăsasem, acolo l-am găsit. Forțat de mulțimea celor care urcau la bord să coboare de o parte a pasarelei, acum stătea liniștit la câțiva centimetri de ea.

— "Ce vei face acum?" l-am întrebat.

S-a uitat la mine, apoi ochii ni se întoarseră instinctiv spre punte. Am văzut doi marinari lovind cu patul armelor în spate un bărbat cu părul alb. B. dispăruse în mulțimea urlândă a bolșevicilor.

— „Nu accept așa ceva”, a răspuns el. „Voi pleca cu ei”.

Ne-am strâns mâinile. Deși era neînarmat, un străin pentru mine și ai mei, nu era nicio umbră de îndoială că era omul potrivit la locul potrivit.

— „Du-te”, am spus eu, „sau toți vor fi morți!”

Îl văd urcând pe panta abruptă care ducea la acea navă a groazei și apucându-i de gât pe cei doi nenorociți care băteau pe unul dintre prizonierii „săi”, așa cum le spunea el. Câteva secunde mai târziu, parâmele au fost tăiate, pasarela a căzut. O trupă de muzică de pe navă a acoperit cu goarnele sale zgomotele plecării.

Am rămas pe doc. . . părăsită. . .:224-236”—Ethel Greening Pantazzi - România în lumini și umbre''
„În dimineața zilei de 28 februarie 1918, D. colonel Boyle sosește cu ordinul Înaltului colegiu care ne punea în libertate, și îndată ni se pune în vedere să debarcăm pe chei. Sub pretextul deportării la Sebastopol unde ar fi urmat să fie puși în libertate, sunt aduși de la inchisoarea "Odesky Türme" pentru a fi îmbarcați pe vasul "Împăratul Traian" următorii prizonieri români: Ionaș Grădișteanu - fost ministru, comandor Pantazzi, general Vivescu; Nestor Cincu, comandor Mihăilescu, col. dr. Niculescu, maior Protopopescu, Ștefan Bellu - prefect, deputatul Zamfir Filotti, senatorul Ion Boceanu, maiorul Rosetti, Gr. Procopiu - senator, Paul - deputat, Darouge, Al. Cazimir, Raul Crăciun, căpitan Negreanu, căpitan Râmniceanu, sublocot, G. Horăscu, subiocot. I. Horăscu, căp. George Ionescu, A. Kinde, Marius Pană, căpit. de marină N. Râmniceanu, P. Meteș, Gribovsky, sublocot. Mateescu-Pârlog, sublocot. C. Ghirgiu, sublocot. N. Rădulescu, locot. A. Mateescu, locot. A. Roșianu Cristian, comisar de siguranță, A. Broșcanu, locot. Sirian, comisarul de siguranță Periețeanu, Emil Nițescu inspector la C.F.R., I. Fochi, I. Carasa, căpit. Chiriș, G. Alexandrescu, I. Iricescu etc. După o scurtă așteptare pe chei, sosește la fața locului Dicescu, căruia colonelul Boyle îi prezintă procesul verbal al protocolului. Aci începe punerea în aplicare a uneltirei urzită de către faimoșii bandiți Bujor-Nicolau, cari se aflau deja instalați în cabinele lor de pe "Împăratul Traian" și așteptau să vadă opera lor încununată de succes.”
„Noi stam neclintiți pe chei, în așteptarea momentului când vom fi duși pe vas. Familiele celor mai mulți dintre noi se aflau deasemenea pe chei, ca să vadă unde vor trebui să vină ca să se îmbarce împreună cu noi. Dicescu văzând procesul-verbal ce i'l prezintă d. colon. Boyle, îi obiectă că actul acela trebuia făcut în dublu exemplar. După un moment de gândire d. colonel Boyle spuse lui Dicescu, prin intermediul d-nei Pantazi, care a jucat un rol însemnat în salvarea noastră, că mai posedă un proces-verbal cu numele ostaticilor români și ruși și că nu'i rămâne decât să adauge în susul lui cele 10 rânduri ale protocolului, ceea ce nu poate dura mai mult de jumătate de ceas. Dar Dicescu obiectă că nu mai e timp, deoarece vaporul e sub presiune și că solii germani sunt în Odesa, așa că trebue să plece de îndată. Colonelul Boyle obiectă că va putea merge cu ei până ce procesul-verbal va fi gata și se va întoarce la țărm cu o barcă, lăsându-se ostaticii români pe chei, dar în timpul acesta, după un ordin venit de la Bujor, zbirul Popovici strigă groaznic:

- Toți pe bord!

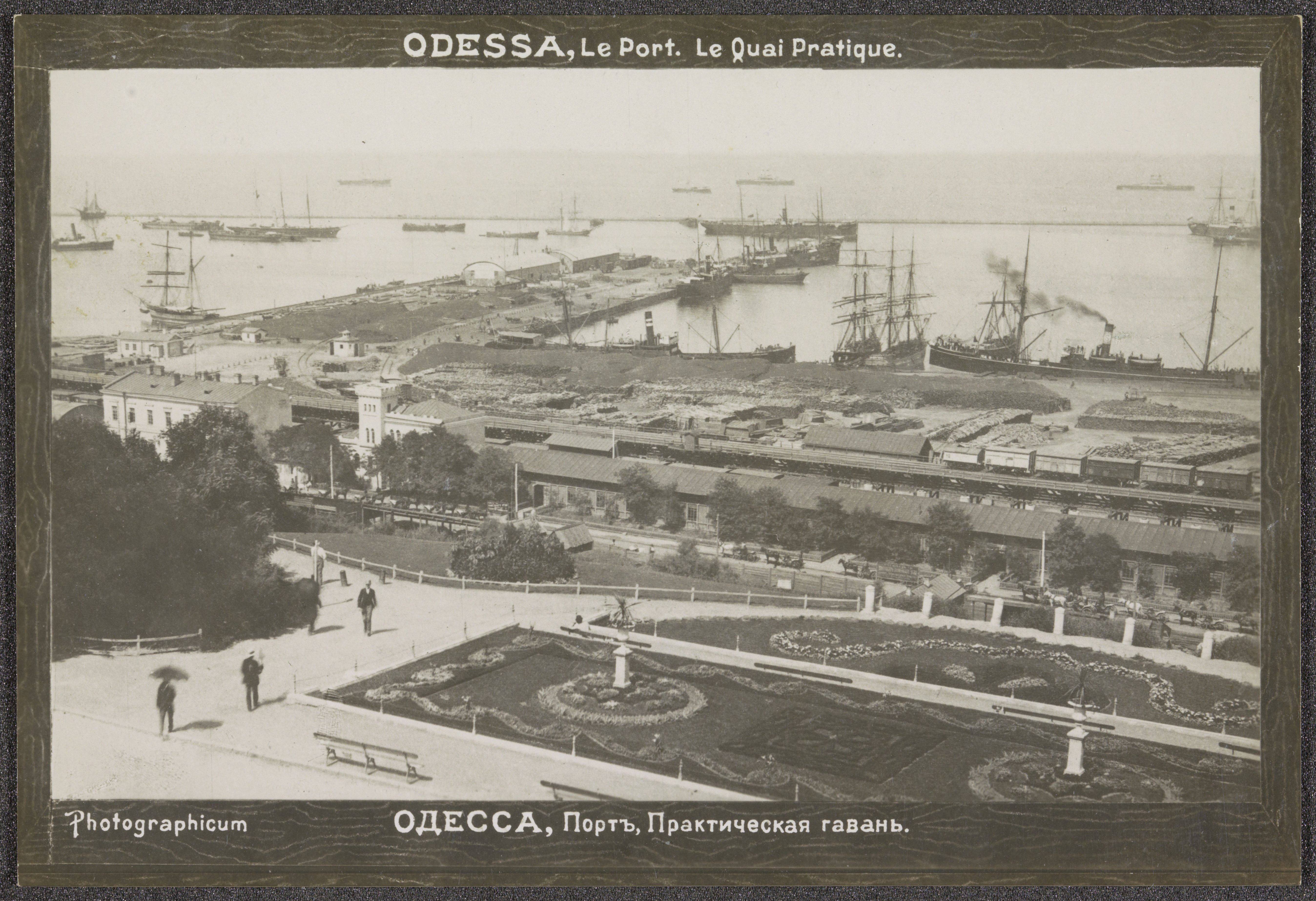
Portul Odesa

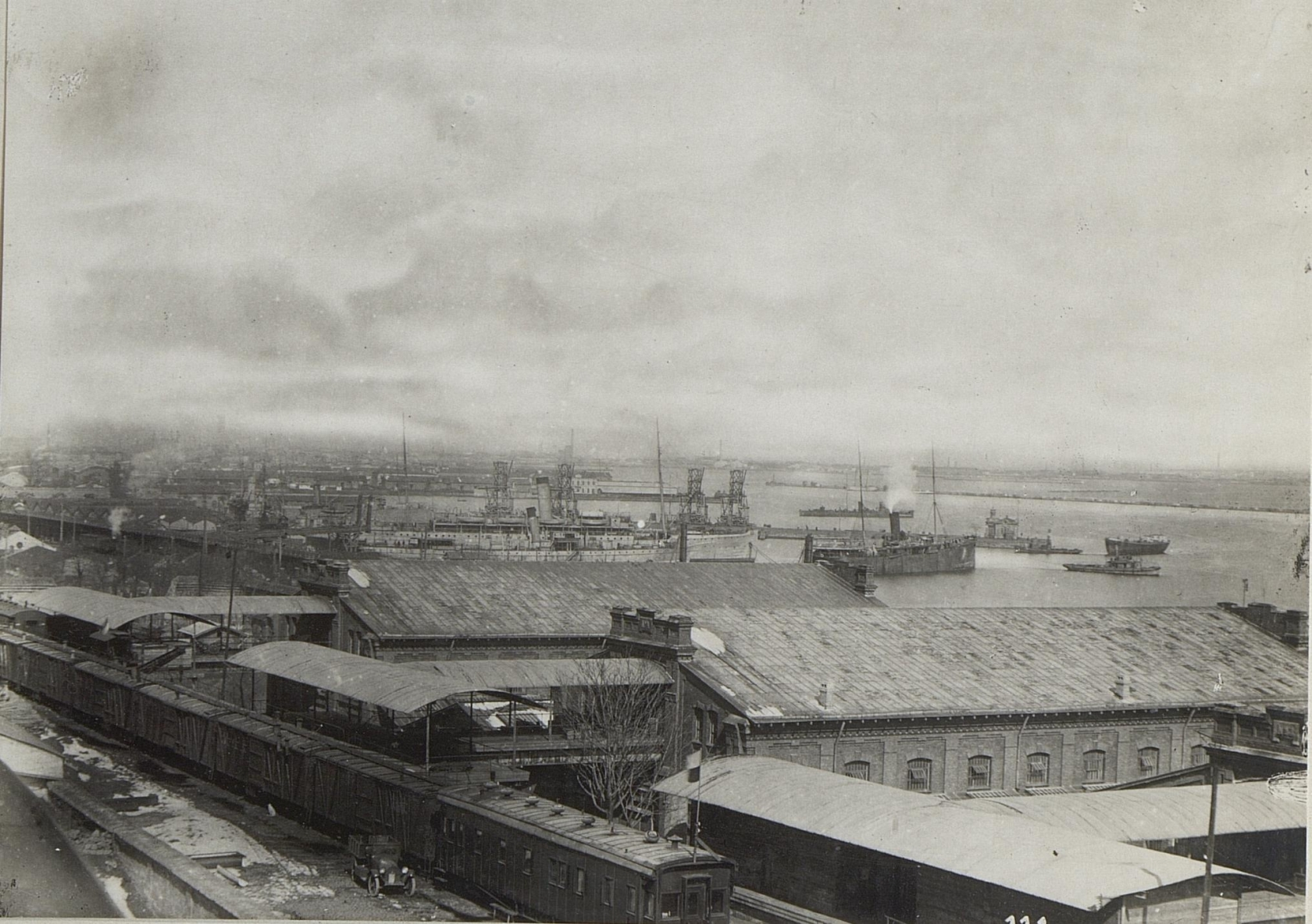
Portul Odesa

Și, văzând că noi nu întelegem dacă acest ordin ne privește și pe noi, strigă și mai tare:

- Aduceți arestații pe bord!

În momentul acela s'a petrecut o scenă de un dramatism sguduitor, pe care n'aș putea-o uita chiar dacă aș mai avea zece vieți de trăit. Cum marinarii ruși se pregăteau să tragă puntea vasului [pasarela], nici unul din noi nu se putea supune ordinului de a se sui. Atunci Popovici, agentul lui Racovski, ridică în sus revolverul său și trase un foc. Acesta era semnalul. Cei 800 de dezertori revoluționari ce fusese deja îmbarcați pe vas incepuse sa strige:

- Trageți în ei, ucidețe-i sau urcații-i cu sila pe bord!

Sentinelele de pe chei, ca și cum erau vestite de ce va urma, au început să tragă salve de focuri. Strigătele sălbatice ale dezertorilor, comandele conducătorilor lor, salvele de foc ale sentinelelor, amestecate cu injuriile mateloților ruși cari nu ne lăsau să ne urcăm pe bord, au produs panică, o panică îngrozitoare: femeile și copiii scoteau țipete sfâșietoare căutând refugiu într'o magazie situată în fața vaporului, mulți dintr'ai noștri și-au urmat familiele, parte ca să nu fie împușcați, parte ca să'și liniștească soțiile și copiii. Și dezertorii strigau cât îi ținea gura:

- Prindeți-i, fug, împușcați-i ca pe niște câini!

Sentinelele se dedau la excese: loveau cu patul puștei și cu baioneta pe românii de pe chei, cari nu aveau altă vină decât că nu erau lasați de marinarii ruși să se urce pe bord. Unii au fost stâlciți în bătăi. D. senator Boceanu fu atins de un glonte la pulpa piciorului, din fericire fără urmări grave. D. Mărăscu, refugiat în magazia din față, a fost adus în pumni, străpuns la un picior cu baioneta și aruncat pe vas ca un balot de marfă. Mișeii au voit să silească pe d. Nestor Cincu să se urce pe vas agățându-se de frânghia ce lega vaporul de chei. Dar dânsul refuzând, marinarii au tăbărât pe el și-'l loveau fără milă. D-na Cincu s'a agățat de gâtul soțului ei, ca să'l proteje în contra loviturilor, dar fu brutalizată și aruncată cât colo de fiarele acele. D. comandor Pantazzi, care sta gata să se urce pe vas, cu un curaj ce'i face cinste, fu amenințat de un grup de mateloți ruși cari se pregăteau să'l lovească. Atunci colonelul Boyle, care pân'atunci privise cu un calm uimitor acel tablou, se repezi în grupul marinarilor, doborî jos cu o lovitură de baston pe unul din ei, iar când mateloții ruși au voit să sară în potriva-i cu revolverele întinse, bravul colonel englez-canadian îi sfidă, privindu-i drept în ochi cu curajul bravilor, și'i sili să se retragă sfioși, așa cum leii din cușcă sunt matați de privirele fascinatoare ale dresorului lor.

În fine puntea [pasarela] fu reașezată și noi ne-am suit pe vas în mijlocul injuriilor și pumnilor ridicați ai mateloților și soldaților dezertori, pumni cari adesea se abăteau în potriva unuia dintr'ai noștri. Vasul e gata de plecare, având să ne ducă hoțește, când colonelul Boyle se urcă hotărât pe bord și se îndreaptă, furios, spre cabina faimosului Bujor. Iar noi suntem conduși spre pupa vasului, furișându-ne din fața pumnilor ridicați, ce stau gata să tabere spre noi, îndreptându-ne din nou spre locul unde am fost torturați atâtea zile. Vasul se depărtează de țărm. Îndurerați, mâhniți, ne aruncăm pe băncile cari au să ne slujească de loc de odihnă pentru noaptea acea și toată ziua următoare, și ne socotim pierduți și în puterea sălbaticilor noștri vrăjmași. Dar deodată apăru printre noi bravul colonel Boyle, care n'a voit să ne părăsească și ne-a urmat în restriște cu hotărîrea fermă de a ne scăpa, - și ne-a scăpat. Îndată după asta, sbirul Popa ne făcu apelul. Lipseau 13 dintre noi. Erau uciși? Scăpați? Cine putea ști? Și vasul plutea... plutea... ne ducea spre necunoscut:101-108”—Emil Nicolau, Românii in ghiarele bolșevicilor; lucruri văzute și trăite in Rusia''
„În ziua de 29 Februarie au venit la închisoare doi soldați din batalionul revoluționar român cu însărcinarea de a mă duce pe vaporul "Împăratul Traian", care, ziceau ei, trebuia să ne ducă la Akerman spre a ne preda armatelor românești. Ajunși pe vaporul "Împăratul Traian", am găsit acolo alți zece colegi parlamentari precum și numeroși ofițeri și alți români, convinși și ei, ca și mine, că vom fi trimiși la Akerman, potrivit stipulațiunilor tratatului încheiat cu guvernul român. După puțin timp am fost debarcați pe cheiu, spunându-ni-se că vom fi îmbarcați pe un vapor italienesc, menit să ne ducă, împreună cu colonelul american Boyle, care fusese mijlocitorul acordului, la Akerman. În acest scop se și încheiase un proces-verbal, iscălit de colonelul Boyle și de membrii marelui colegiu, prin care se arăta numele Românilor, cari, pe garanția colonelului Boyle, urmau să fie schimbați la Akerman cu un număr egal de prizonieri bolșevici, trimiși din Iași. În acest timp vaporul "Împăratul Traian", pe care se îmbarcase batalionul revoluționar român și în genere banda lui Racovsky, era gata de plecare spre Sebastopol. Atunci, secretarul marelui colegiu, Dicescu, ținând în mână procescul-verbal încheiat, declară colonelului Boyle că nu e valabil, deoarece trebuia făcut în dublu exemplar. La observația colonelului Boyle că se poate face un duplicat, banditul Dicescu, dându-și pe față intențiunile, răspunse că nu mai e timp, deoarece vaporul trebuie să plece și că al doilea exemplar se va face... la Sebastopol. În acelaș timp el ordonă gărzei, care ne înconjură, să ne urce pe vapoare și văzând că Românii ezită, ordonă să se tragă focuri. În acel moment m'am hotărât să scap și trecând prin cordoanele gărzei revoluționare, am luat'o la fugă spre oraș urmărit de focurile gărzei revoluționare. După ce am parcurs 5 până la 600 metri, furișându-mă după magaziile și vagoanele care se aflau în port, am izbutit să ies într'o stradă, unde am avut norocul să găsesc o trăsură liberă, în care m'am urcat și care m'a dus la o gazdă unde m'am adăpostit. Despre cele întâmplate în urma fugei mele, nu mai știu decât din auzite. Știu numai că pe când fugeam, am găsit pe Nestor Cincu adăpostit într'un șopron și care părea a fi scăpat.  Am auzit însă în urmă că a fost prins și urcat pe vaporul "Dacia", căci "Împăratul Traian" plecase:332-333”—Ion C. Grădișteanu, în ziarul Evenimentul din Iași
„Pe la ora zece, Mitru a venit unde stăteam, lângă pătuțurile copiilor — incapabilă să mă scutur de letargia care mă cuprinsese.

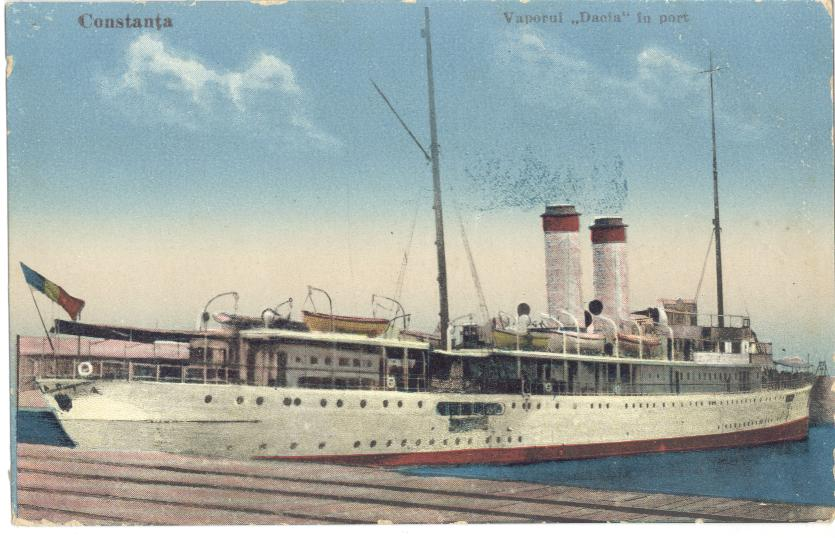
Vaporul Dacia

— „Nemții sunt peste tot în jurul casei”, a exclamat el.

Deschizând oblonul cu precauție și privind în întuneric, am putut zări strălucirea căștilor și am auzit murmurul unor voci joase. Am ascultat cu atenție. Câteva cuvinte germane mi-au ajuns la urechi. De-a lungul piațetei se puteau discerne vag șiruri de figuri întunecate. Fără îndoială, Odesa fusese cucerită, aparent fără ca vreun foc de armă să se tragă în apărarea sa!

Germanii, în calitate de aliați ai ucrainenilor, au restabilit ordinea în Odesa — jafurile au luat sfârșit. În port, trei dintre liderii bolskevici au fost spânzurați. Nu se știa nimic despre negocierile dintre germani și navele care evadaseră, fumul celei din urmă s-a stins la orizont în a doua zi după sosirea germanilor (adică 2 martie)”
„În acest timp, nu am fost deranjați de germani. A treia zi după sosirea lor au organizat o „defilare” triumfală. Soldații, austrieci și germani, au fost încadrați, formându-se un culoar dublu de-a lungul întregii străzi Pușkinskaiya, de la gară până la port, precum și pe bulevard și pe strada Deribasskaiya. În piața din fața Dumei se cânta muzică militară. Un fotograf și-a așezat camera cinematografică în balconul apartamentului de deasupra și făcea poze cu trupele defilând în cerc, cu Duma pe fundal.

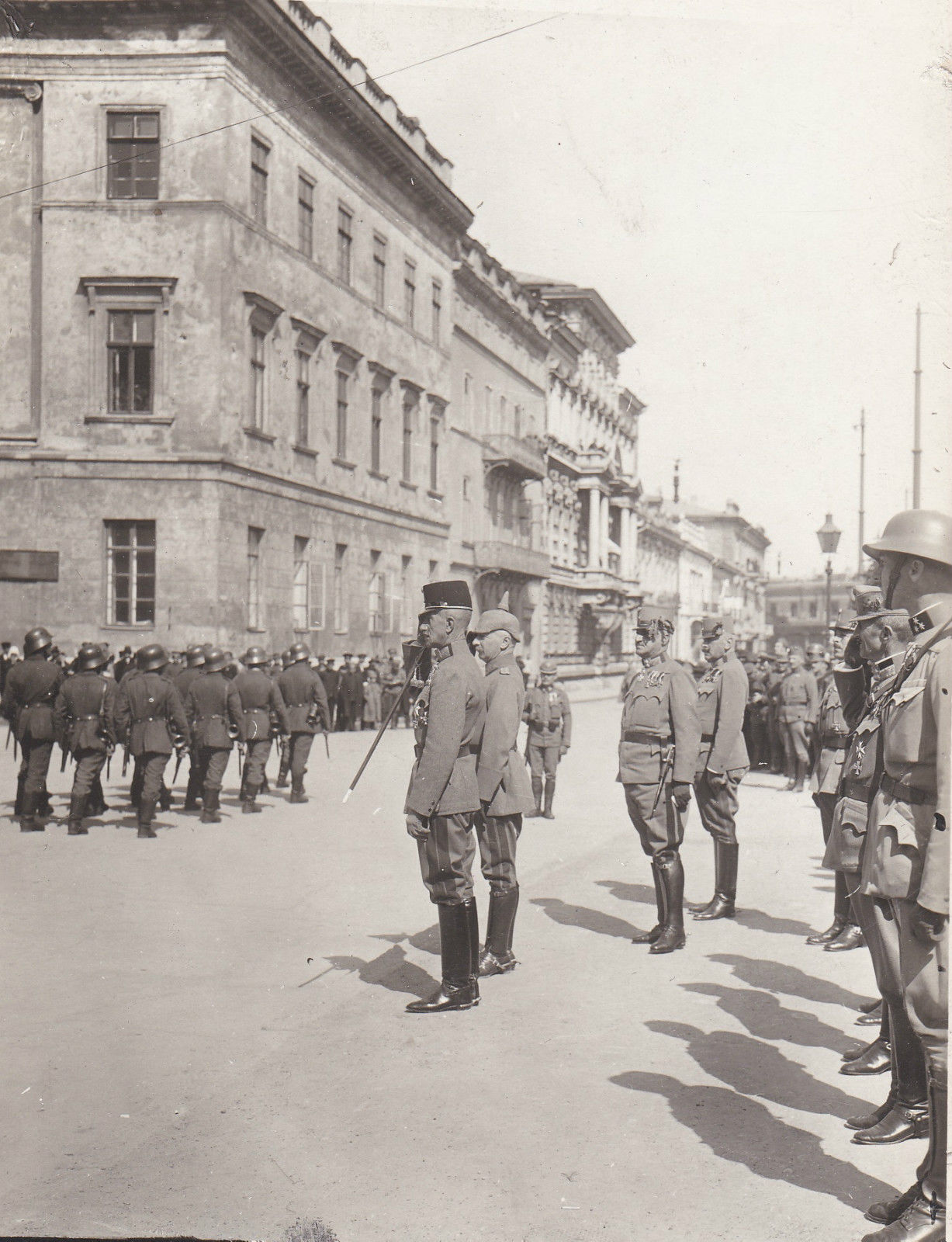
Feldmareșalul Eduard von Böhm-Ermolli, trecând în revistă trupele în Odessa, 1918

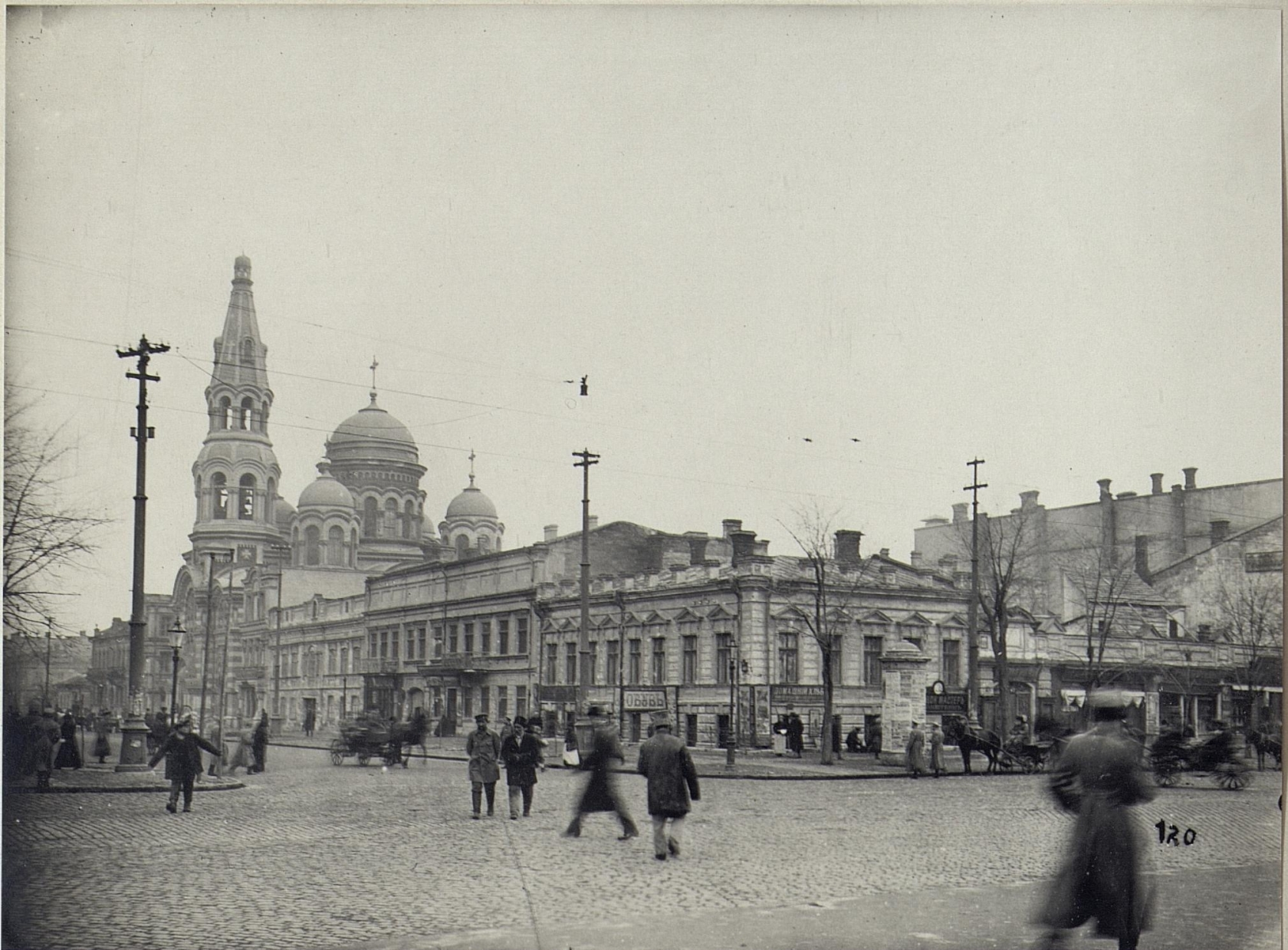
Strada Pușkinkaiya, Odesa, 1917

Trupele au fost trecute în revistă de un feldmareșal austriac, care a mers agale pe culoarul format de soldați, salutând zâmbitor. Purta un baston cu ciucuri auriți, probabil bastonul oficial de feldmareșal. Paltonul lui lung, verde, era parțial desfăcut și se zărea căptușeala roșie a reverului deschis, pe care se aflau numeroasele sale decorații. În urma lui venea un număr numeros de ofițeri călare — ungurii pitorești, cu căciuli de blană pe cap și dolmanurile prinse peste umeri. "Hoch! Hoch!" strigau soldații. Populația din Odesa a umplut străzile, curioasă, dar apatică. Nu am văzut niciun semn de bucurie sau tristețe pe nicio față care trecea prin dreptul ferestrei.

Într-o zi, pe la prânz, stăteam la fereastră, când am recunoscut un trecător rus pe care îl întâlnisem adesea la consulatul american. L-am salutat, dar nu a pierdut timpul cu formalități. Abia făcând o pauză, spuse:

— "Vin telegrame de la Theodosia, trimise de colonelul Boyle. Este în viață. Mesajele vin de câteva zile, dar nu ajung mai departe de «Petrograd»". Știam că hotelul Petrograd era sediul personalului german. Mi-am luat pălăria și am mers în viteză la biroul consulului spaniol, apărătorul intereselor românești. Foarte uimit de aceste vești, domnul Mendicutti s-a dus imediat, însoțit de secretarul român repus acum în funcție (același om care procurase mașina colonelului Boyle), să ceară o întrevedere cu feldmareșalul austriac. Acest personaj trufaș, după ce i-a lăsat să aștepte două ore, a negat orice informație asupra evenimentelor și i-a expediat în scurt timp. Mendicutti, supărat de acest tratament, nu a dorit investigații suplimentare. Am devenit treptat conștienți că, deși austriecii erau conducătorii formali în Odessa, puterea din spatele tronului era, ca peste tot, germană și că un german, amiralul Hopman, care era responsabil de afacerile Mării Negre, primea telegramele, căci stațiile fără fir erau operate de subalternii săi. Rugată de familiile prizonierilor să le fiu purtător de cuvânt și să intervin la amiral, l-am convins pe M. Mendicutti să meargă la „Petrograd” și să ceară o întrevedere.”
„Când am intrat, am găsit un bărbat înalt, cu umeri largi, care stătea în mijlocul camerei fumând un trabuc. Ne-am așezat de fiecare parte a unei mici mese. Și-a lăsat politicos trabucul deoparte. I-am spus cât mai clar și rapid posibil povestea mea. A ascultat, la început oarecum cinic, întrerupându-mă cu întrebări, apoi a părut din ce în ce mai interesat. Când i-am spus că colonelul Boyle a urcat la bordul navei, a exclamat:

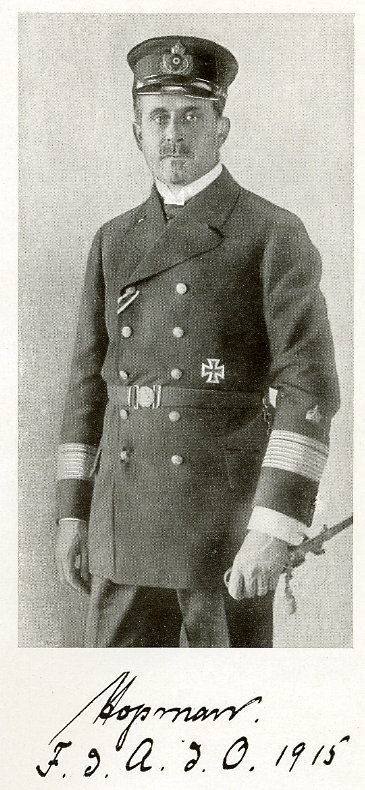
Contra-amiralul german Albert Julius Emil Hopman

— "Pe Zeus! Aș vrea să-l întâlnesc personal."

— "Ei bine", am răspuns eu, aplecându-mă în față cu nerăbdare, "puteți, este în viață. Sosesc telegrame. Nu puteți face ceva pentru a aranja lucrurile?"

M. Mendicutti, care în tot acest timp stătuse liniștit, și-a dat seama (deși nu vorbea engleza) că momentul crucial sosise. S-a ridicat și a început să pledeze cu toată seriozitatea cauza românilor. Amiralul asculta în tăcere, bătând ușor cu degetele în masă.

— „Ne vom uita peste telegrame”, a spus.
Mapa a fost adusă. A răsturnat o grămadă de hârtii și a găsit-o pe cea la care mă referisem – o telegramă boțită, semnată de colonelul Boyle, prin care se cerea permisiunea de a acosta cu prizonierii români la Odesa.

— „Vedeți că bolșevicii sunt dispuși să-i aducă înapoi”, am spus, după ce el terminase de citit cu voce tare.

— „Tot ce pot să fac este să-i telegrafiez în seara asta mareșalului Mackensen și să cer instrucțiuni. Ați mai dori să adăugați ceva?”

Luată pe nepregătite de această întrebare, i-am răspuns că eram sigură că poate aranja problema și mi-am luat despărțire de el, cu inima plină de speranță. Nu visasem vreodată că voi întinde de bună voie mâna unui german. Viața este plină de surprize!

Două zile mai târziu (27 martie) M. Mendicutti mi-a adus un mesaj de la amiralul Hopman.

— „Amiralul vă trimite complimentele și felicitările sale”, a spus el. „Generalul Mackensen a dat permisiunea ca prizonierii să fie duși la Sulina, nu poate permite o debarcare în Odesa. S-au schimbat telegrame cu Sevastopol, unde prizonierii sunt în prezent cu colonelul Boyle. Are încredere că în curând vă veți vedea soțul în viață și bine."

Energia mea era acum îndreptată către pregătirile de întoarcere în România. În ziua aniversării nunții noastre (27 martie) agonia mea psihică a luat sfârșit, căci venise un mesager cu un bilet scris cu creionul de la B. - era viu și sănătos la Sulina! Părea de necrezut că supraviețuise. Am părăsit Odesa în dimineața zilei de 30 martie:240-249”—Ethel Greening Pantazzi - "România în lumini și umbre"

### Călătoria spre casă
„Trei dintre prizonierii colonelului Boyle locuiesc în Galatz, iar eu am încropit o relatare a aventurii prin care au trecut folosind rapoartele lor și câteva detalii oferite de B. Când "Împăratul Traian" a părăsit docul din Odesa și a ieșit în larg, entuziasmul bolșevicilor s-au domolit. Colonelul Boyle stătea pe punte și toți prizonierii se grupaseră în jurul lui. A văzut că nouă sunt dispăruți, iar prietenii lor de la bord au fost de părere că au fost uciși, deși în realitate, din câte am putut afla, doar doi ruși căzuseră victime ale împușcăturilor.

Nava era comandată de doi căpitani — unul rus, celălalt român, iar dintre cei o mie de bolșevici înghesuiți la bord, numărul fiecărei naționalități era aproximativ egal. Acești căpitani le-au atribuit prizonierilor o cabină, unde erau ținuți împreună, fără să aibă unde să se întindă și să doarmă. Au putut să se odihnească doar sprijinindu-și capul pe umărul unui vecin. Bagajele lor (genți de mână – unele fuseseră pierdute) au fost examinate minuțios și majoritatea conținutului a fost aruncat. Colonelului Boyle i s-a oferit o cabină pentru sine, dar a refuzat să accepte orice favor. Prizonierii erau recunoscători pentru prezența lui, simțind că era un "turn de apărare" pentru ei. Timp de trei zile au fost păziți astfel. Marea era agitată și mulți erau într-o stare groaznică. La intervale neregulate, se aruncau în cabină niște conserve de varză, așa cum se aruncă mâncare câinilor. Cutiile erau deschise cu o daltă și un ciocan și apoi se foloseau bricege. O dată sau de două ori li s-a servit un ceai cu zahăr atât de murdar și negru încât nu au îndrăznit să-l bea.

Au oprit în mai multe porturi, dar nu au primit permisiunea să debarce. În cele din urmă, în a treia zi motoarele au fost oprite - se aflau în portul Teodosia, un mic port de pe malul de nord al Mării Negre, dincolo de Crimeea. Li s-a ordonat să părăsească nava. Colonelul Boyle i-a însoțit. Înconjurați de paznici, au mărșăluit prin oraș. Lupte de stradă aveau loc între bolșevici și locuitorii Teodosiei, care li se opuneau. Gloanțele șuierau prin aer. Traversând o piață, paznicii și-au pierdut cumpătul și au luat-o la fugă. Cei mai mulți dintre prizonieri s-au aruncat cu fața la pământ și s-au târât îspren locurile ferite din spatele zidurilor grădinii. Când vâltoarea bătăliei s-a îndepărtat, gardienii s-au întors, i-au adunat și i-au dus la un sanatoriu de la marginea orașului. Aici erau cantonați soldați internaționali chinezi, care i-au preluat. Așa-numitul sanatoriu fusese folosit ca spital pentru holeră. Erau o serie de paturi fără saltele sau lenjerie de pat. Au fost aduse paie din curte și împrăștiate pe podea, unde majoritatea prizonierilor au fost nevoiți să doarmă. Rublele ascunse în haine s-au dovedit foarte utile, întrucât nu li s-a oferit decât puțină hrană, așa că s-au bucurat că au putut cumpăra pâine, ceea ce le-a fost permis, gardienii împărțind-o de bunăvoie cu ei. Pentru a uita de așteptarea chinuitoare, și-au petrecut timpul spălându-și propria lenjerie. Colonelul Boyle, desigur, nu avea la el nimic de schimb și mergea desculț în timp ce perechea lui de șosete se usca. B. avea și un pachet de cărți (le-a adus acasă – erau atât de uzate încât cartonul se subțiase, figurile erau indescifrabile).

Viceconsulul britanic (un comerciant grec) din Theodosia, informat că colonelul Boyle era alături de prizonieri, l-a ajutat în eforturile sale de a găsi o cale de scăpare. Într-o după-amiază, a trimis un mesager să-l cheme de urgență pe colonel la biroul său și, deși acesta nu își părăsise prizonierii nici măcar pentru o oră, gravitatea mesajului l-a făcut să plece imediat spre oraș. Sfătuindu-i pe prizonieri să se pregătească pentru o plecare rapidă, astfel încât să nu trezească bănuielile gardienilor, a plecat, lăsându-i într-o stare de spirit de mare îngrijorare.

Au trecut câteva ore, se lăsase amurgul și el tot nu reapăruse. Deodată s-a auzit un zgomot de marș. Un detașament de douăzeci de bărbați bine înarmați a intrat în curte, luându-i pe chinezi pe nesimțite și încadrându-i. Colonelul Boyle era unul dintre noii sosiți, le-a cerut de îndată prizonierilor să se alinieze în rânduri de câte patru și să mărșăluiască cât mai repede spre port, unde le-a spus că are o navă tocmită să-i scoată în larg. Nici o clipă nu trebuia pierdută, deoarece marinarii bolșevici erau hotărâți să-i omoare chiar în acea noapte. Doi dintre ei, trădându-și tovarășii cu care se certaseră, îl preveniseră pe viceconsul. Nemulțumiți de determinarea colonelului Boyle, obosiți de toată situația și disperați de a se întoarce pe țărmurile natale, majoritatea bolșevicilor aflați la bordul "Împăratului Traian" hotărâseră să închidă prizonierii și pe protectorul lor într-o magazie de muniție și apoi să arunce totul în aer. Ar fi părut un accident, nu s-ar fi făcut nicio anchetă, iar sursa neplăcerilor ar fi fost astfel pur și simplu eliminată!

Zece dintre paznicii angajați de colonelul Boyle au mers înainte, urmau prizonierii, ariergarda fiind formată din restul de zece chinezi. Procesiunea s-a deplasat rapid pe străzi și alei laterale până au urcat la bordul navei "Chernomor". Tocmai când erau gata să plece, doi dintre bolșevicii de pe "Împăratul Traian", care prinseseră de știre despre evadare, au venit într-un suflet la fața locului.

— „Vrem să discutăm cu colonelul Boyle”, au strigat ei. Colonelul i-a cerut lui B. (care îi servea drept interpret, fiind singurul dintre prizonieri care vorbea engleză) să-i invite la bord. De îndată ce au ajuns în siguranță în cabină, nava s-a îndepărtat de doc. Protestele lor au fost zgomotoase, dar nu au avut niciun rezultat. Câteva salve de tun rătăcite din oraș au fost trase spre ei, dar nu au produs nicio pagubă.

"Chernomor" era o epavă mizerabilă, cu infiltrații, dar avea suficient cărbune la bord pentru a-i duce la Sevastopol. B. mi-a spus că a fost uimit că căpitanul grec a acceptat să plece cu ea din port, chiar și pentru suma foarte considerabilă (o sută cincizeci de mii de ruble) pe care o plătise colonelul Boyle. La Sevastopol se afla sediul „Centru Flotte” cel mai important Soviet al Mării Negre, căruia îi erau credincioși toți marinarii din regiune. Odată ajuns acolo (10 martie), colonelul Boyle, care era cunoscut de bolșevicii locali, după ce purtase negocieri cu aceștia în trecut, a obținut atenție și considerație. După mai multe întrevederi cu Sovietul, în care un bărbat cu un singur picior pe nume Spiro (fost cizmar, acum comandant șef al marinei bolșevice) a jucat rolul principal, Sovietul a menținut decizia Sovietului de la Odesa, a declarat că prizonierii aparțin legal colonelului Boyle și că marinarii de pe "Împăratul Traian" erau dușmani ai Revoluției și trădători. Colonelul Boyle le inspirase o dorință arzătoare de a-și aduce înapoi în țara natală pe cei patru sute de martiri care sufereau în România. Singura modalitate de a realiza acest lucru era să-i permită să se întoarcă cu ostaticii români și să efectueze schimbul. Prin radio, au trimis telegrame către Odesa, sub îndrumările lui. Când s-a primit răspunsul favorabil, colonelul și trupa sa de prizonieri, foarte bucuroși, au pornit din nou cu Cernomor spre Sulina.

Aflați la abia o zi de Sevastopol, a început să se apropie o furtună. Au fost obligați să caute adăpost la Ecaterinaburg, furtuna împiedicându-i să părăsească portul timp de patruzeci și opt de ore. Sovietul din Ecaterinaburg nu era de aceeași părere cu cel de la Sevastopol și a creat multe probleme înainte de a lăsa nava să plece, apoi căpitanul "Cernomor"-ului a ales să navigheze cât mai aproape de țărm pentru tot restul călătoriei spre Sulina. B. mi-a spus că pentru el ultimele douăsprezece ore au fost cele mai riscante din toată călătoria, întrucât știa cât de des erau plasate minele marine, dar nu l-a putut convinge pe căpitan să aleagă o cale mai sigură.

În cele din urmă au ajuns la Sulina. Steagul austriac era arborat pe toate clădirile. Li s-a permis să tragă la chei, dar nu să debarce. Colonelul Boyle le-a comunicat austriecilor despre permisiunea și promisiunea lui Mackensen. Evident, relațiile dintre ei și germani nu erau dintre cele mai bune, pentru că abia după două zile de schimburi de mesaje telegrafice și dispute acerbe, colonelul Boyle, aparent neobosit, a putut să-i vadă pe cei patru sute de ruși urcați la bord și luându-și un cordial rămas bun de la căpitan, în timp ce "Cernomor", arborând steagul roșu revoluționar, a pornit din nou pe mare. O navă trimisă de la Galatz l-a preluat apoi pe el și grupul său repatriat, bărbieriți, periați și triumfători, în susul fluviului. La Galatz aștepta un tren special, iar când au ajuns în gara din Iași, delegați ai Regelui și ai Parlamentului erau pe peron pentru a-l întâmpina pe colonel. Familiile prizonierilor și numeroși prieteni auziseră de sosire, așa că nu doar gara, ci și străzile erau pline de mulțimea exuberantă. Oamenii renunțaseră la gândul de a-i mai vedea vii pe prizonieri și pe salvatorul lor – seria de miracole prin care au fost salvați va deveni legendă.

A doua zi, 25 martie, colonelul Boyle a luat masa la Palat. Regina, cu propria ei mână, l-a decorat cu Ordinul "Steaua României". Când B. a fost primit în audiență la Rege, mi-a spus că Majestatea Sa l-a rugat să nu omită nici măcar cel mai mic incident al aventurii lor, exclamând iar și iar „Extraordinar! Extraordinar!”
L-am întrebat pe B. cum a fost posibil ca toți prizonierii să ajungă cu bine. Știam că unii dintre ei aveau boli cronice de ani de zile și mulți erau în vârstă. A râs și a spus: "Trebuiau doar să rămână în viață — colonelul a jurat că îi va aduce înapoi în viață și niciunul nu a îndrăznit măcar să pară că se simte rău!”:254-259”—Ethel Greening Pantazzi - "România în lumini și umbre"''

## Epilog
Deși vorbea doar engleză, Boyle s-a făcut întotdeauna înțeles, adaptându-se personalităților și circumstanțelor. Semnificația acestei acțiuni este subliniată și de ambasadorul francez în România, contele de Saint-Aulaire, în memoriile sale: „[prizonierii] au scăpat de tortură și moarte doar datorită ocupației austro-ungare a Rusiei centrale și intervenției Colonelului canadian Boyle, care, cu o energie admirabilă, cu revolverul într-o mână și un teanc de bani în cealaltă, i-a smuls din gura călăilor lor". „Aventura” s-a încheiat în triumf, a avut loc schimbul de prizonieri, mulțimea i-a întâmpinat cu flori și urale, Regele i-a acordat lui Boyle Steaua României, o stradă din Galați a primit numele colonelului canadian:134.
După război, în perioada negocierilor purtate la Paris în 1920, din poziția sa de consilier neoficial al familiei regale, Boyle s-a implicat activ în sprijinirea eforturilor României de obținere a recunoașterii unirii Basarabiei cu România. Desigur, statutul său diplomatic neoficial nu i-a permis să participe direct la negocierile de pace, dar acest lucru nu l-a împiedicat să găsească instrumentele potrivite pentru a atrage opiniile participanților în favoarea României. În acea perioadă a avut loc un schimb consistent de mesaje între Regina Maria și Boyle. La Paris, unde prezența ei a uimit pe toată lumea, Regina a întâlnit numeroase persoane influente în urma intervențiilor colonelului Boyle. Toate acele personalități ale politicii mondiale din acea vreme, inclusiv „nu deosebit de simpaticul” Herbert Hoover, viitorul președinte american, au avut o reacție pozitivă la recomandare – și apoi la farmecul reginei – ceea ce a demonstrat calitatea înaltă a relațiilor lui Boyle și respectul pe care acesta și-l câștigase. Jurnalul Reginei a consemnat un tip similar de sprijin în timpul vizitei sale în Anglia după Paris, când Boyle, venind aproape zilnic la Buckingham, aducea cu el „pe oricine (el) considera că este util să mă întâlnesc:51". După semnarea Tratatului de la Trianon, s-a întâmplat ceea ce cu doar câțiva ani înainte părea imposibil: teritoriul României s-a triplat. Un ideal utopic a devenit realitate, reunind într-un singur stat-națiune românii din Moldova, Țara Românească, Banat, Basarabia, Dobrogea și Transilvania. La 15 octombrie 1922, la Alba Iulia, Ferdinand a fost încoronat Rege al tuturor românilor. Regina Maria a participat la ceremonie pe calul ei, Austral, pe care „credinciosul și bunul ei Joe” i-l oferise în speranța chiar a acestui moment de încununare. Nu se știe dacă numele calului (adică Sud) a fost ales de Boyle, dar pare foarte semnificativ că omul din Nord, prin imaginația sa morală, a contribuit la reconfigurarea Sudului Europei și și-a împlinit destinul excepțional:136.